# Nablus
Nablus (en árabe: نابلس‎, en hebreo: שכם‎, Shjem), tradicionalmente conocida en español como Naplusa, es una ciudad palestina ubicada al norte de Cisjordania. Situada a unos 49 km al norte de Jerusalén, es la capital de la gobernación de Nablus, administrada por la Autoridad Nacional Palestina (ANP) desde 1994. Es una de las ciudades palestinas más pobladas y el principal centro comercial, industrial y agrícola del norte de Cisjordania, con un total de 177 638 habitantes a mediados de 2024, según las proyecciones de la Oficina Central de Estadísticas de Palestina.
La ciudad se encuentra en un valle fértil con abundantes manantiales. La región circundante tiene una economía basada en la agricultura (uvas, aceitunas y trigo) y en la ganadería. Las principales producciones son el aceite de oliva y sus derivados, el jabón, el vino y la artesanía. En las afueras de la ciudad, a 2 km al este, se encuentra la antigua Siquem, la primera capital del reino de Israel, un rico yacimiento arqueológico donde se encuentra la supuesta tumba del patriarca hebreo José y el pozo de Jacob.
La ciudad fue fundada en el año 72 por el emperador romano Tito Flavio Vespasiano que la nombró Flavia Neapolis. El nombre actual de la ciudad proviene del griego neapolis, «la ciudad nueva».El Plan de Partición de Palestina diseñado por la Sociedad de las Naciones en 1947 situó a Nablus en la región destinada a conformar el futuro Estado árabe de Palestina.
Nablus es famosa por sus jabones tradicionales elaborados a base de aceite de oliva, que se siguen produciendo en varias fábricas que se pueden visitar. Es también renombrada por ser la cuna del knafeh, un pastel dulce típico relleno de queso.La universidad de Nablus, la Universidad Nacional An-Najah, es la universidad más grande y una de las primeras que se creó en Palestina.

## Etimología
El nombre de la ciudad deriva de la palabra griega neapolis (‘ciudad nueva’), adoptada por los romanos en el momento de su fundación como Flavia Neapolis. Por ello, la Real Academia Española en su Diccionario panhispánico de dudas recomienda la pronunciación llana Nablus, en lugar de la aguda Nablús, que se aleja de su origen etimológico. Un ejemplo similar se puede encontrar en la ciudad italiana de Nápoles, también originariamente Neapolis, en la que el acento se ha mantenido en su lugar originario.

## Historia

### Historia antigua

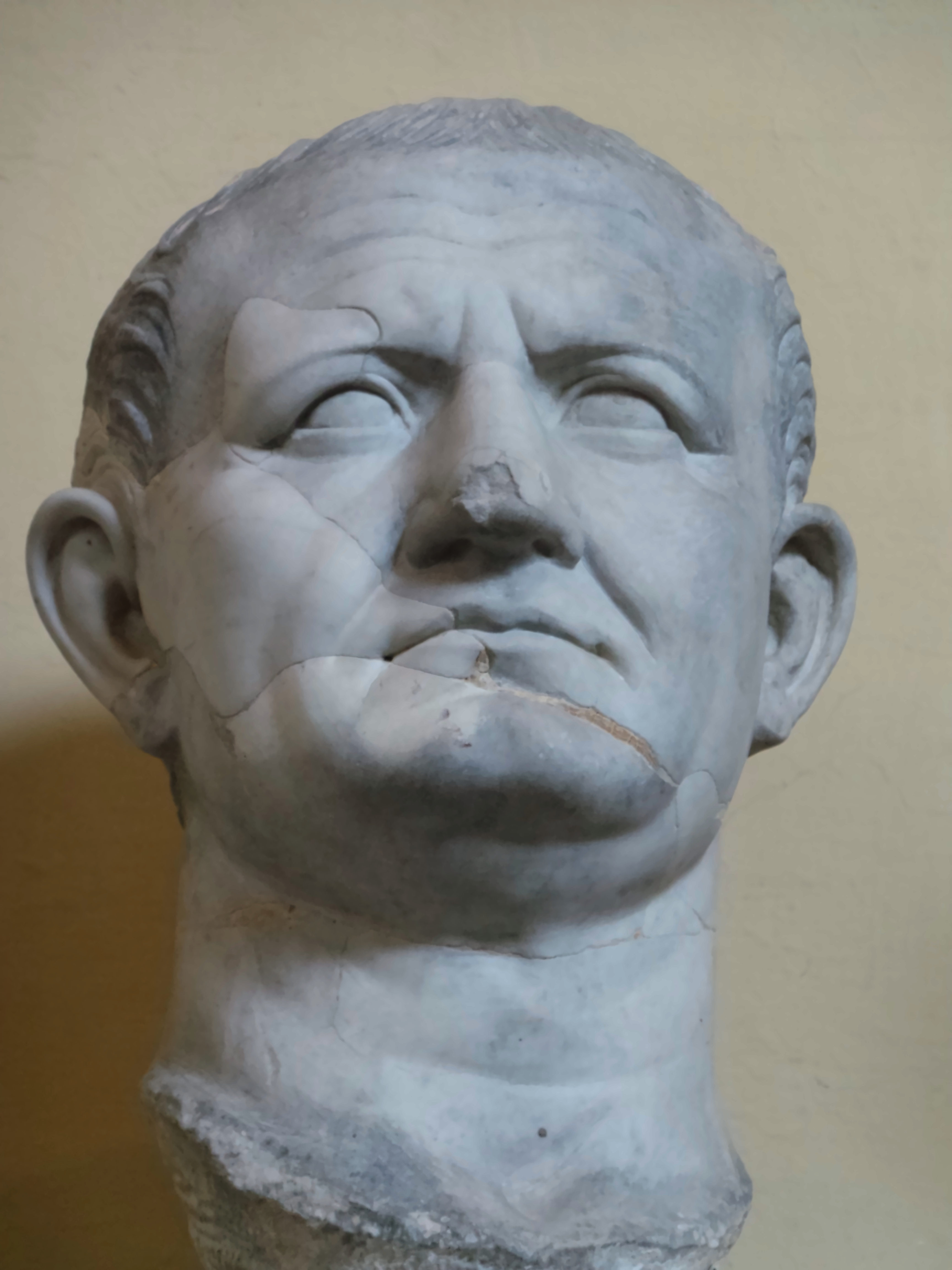
Vespasiano, fundador de Nablus

Flavia Neapolis (‘la nueva ciudad del emperador Flavio’) fue fundada el año 72 d. C. por el emperador romano Vespasiano sobre las ruinas de una aldea samaritana, en ocasiones llamada Mabartha ("el pasaje") o Mamorpha. Ubicada entre el monte Ebal y el monte Guerizín, la nueva ciudad quedaba a dos kilómetros al oeste de la ciudad bíblica de Siquem, que fue destruida por los romanos ese mismo año durante la primera guerra judeo-romana. En las cercanías de la ciudad se encuentran lugares sagrados como la tumba de José y el pozo de Jacob. Debido a su posición estratégica y a la abundancia de agua de manantiales cercanos, Neapolis prosperó acumulando progresivamente territorios, incluidos los de la anterior toparquía judea de Acraba.
En la medida en la que su montañosa ubicación lo permitía, la ciudad se construyó siguiendo el diseño romano en cuadrícula y en ella se establecieron veteranos que habían luchado en las victoriosas legiones romanas, así como otros colonos extranjeros. En el siglo II d. C., el emperador Adriano mandó construir un gran teatro en Neapolis con capacidad para 7000 espectadores sentados. Las monedas de esta época encontradas en Nablus representan emblemas militares romanos y dioses del panteón griego como Zeus, Artemisa, Serapis y Asclepio, de lo que se deriva que Neapolis era completamente pagana en aquella época. San Justino mártir, que había nacido en la ciudad en torno al año 100 d. C., encontró ejemplos de platonismo en la zona, pero no de cristianismo. La ciudad siguió prosperando hasta la guerra civil que enfrentó a Septimio Severo y Pescenio Níger durante los años 198 y 199 d. C., en la que la ciudad se puso de parte del segundo para poco después recibir la noticia de su derrota. Como consecuencia de su postura, Severo privó temporalmente a la ciudad de sus privilegios legales y se los atribuyó a la vecina Sebastia en su lugar.
En el año 244 d. C., Filipo el Árabe convirtió Flavia Neapolis en una colonia romana llamada Julia Neapolis, estatus que retuvo hasta la llegada al poder de Treboniano Galo en el 251 d. C. La Enciclopedia Judaica especula con que la ciudad era eminentemente cristiana en los siglos II y III, mientras que otras fuentes ofrecen fechas bastante posteriores, como el 480 d. C. Está atestada la presencia de un obispo de Nablus en el Concilio de Nicea en el 325 d. C. La presencia de samaritanos en la ciudad también queda reflejada en documentos literarios y epigráficos del siglo IV d. C., pero no hay datos concluyentes que demuestren una presencia judía en la antigua Neapolis.
Una serie de conflictos estallaron en el año 451 entre los habitantes cristianos de Neapolis. Por aquella época, Neapolis estaba en la provincia bizantina de Palaestina Prima. Las tensiones surgieron por los intentos de los cristianos monofisitas de evitar la vuelta del patriarca de Jerusalén, Juvenal, a su sede episcopal. Afortunadamente, el conflicto no derivó en revueltas civiles.

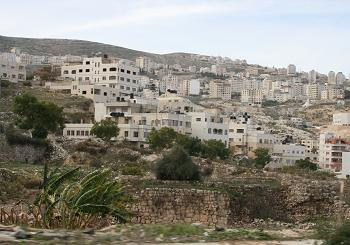
Ruinas de la Antigüedad Clásica en Nablus

Al mismo ritmo en que se suavizaban los roces entre cristianos, crecían las tensiones entre las comunidades cristiana y samaritana de la ciudad. En 484, un choque letal entre ambos grupos tuvo lugar en la ciudad, provocado por rumores de que los cristianos intentaban trasladar los restos de los hijos y nietos de Aarónː Eleazar, Itamar y Fineas. Los samaritanos reaccionaron entrando en la catedral de Neapolis, asesinando a los cristianos en su interior y cortando los dedos del obispo Terebinto. Este huyó entonces a Constantinopla, exigiendo del emperador una guarnición del ejército en la ciudad para evitar futuros ataques. Como resultado de la revuelta, el emperador bizantino Zenón erigió una iglesia en honor a María en el monte Guerizín, prohibiendo a los samaritanos subir al monte a celebrar sus ceremonias religiosas y confiscando su sinagoga allí. Esta decisión del emperador incrementó la ira de los samaritanos.
Los samaritanos se rebelaron otra vez durante el reinado del emperador Anastasio I, reocupando el monte Guerizín, que no tardaría en ser reconquistado por el gobernador bizantino de Edesa, Procopio. Una tercera revuelta samaritana, posiblemente la más violenta, tuvo lugar bajo la dirección de Juliano ben Sabar en el año 529. Ammonas, obispo de Neápolis, fue asesinado, mientras que los párrocos de la ciudad fueron despedazados y después quemados con las reliquias de sus santos. El emperador Justiniano I envió tropas para aplastar la revuelta, lo que acabó con la masacre de la mayoría de la población samaritana de la ciudad.

### Periodo musulmán temprano
En 636, Neapolis y el resto de Palestina fueron conquistadas tras la batalla de Yarmouk por los musulmanes bajo el mando de Jálid ibn al-Walid, un general del ejército rashidun de Úmar ibn al-Jattab. El nombre de la ciudad se arabizó, tornándose Nabulus. La ciudad siguió siendo un importante centro de comercio durante los siglos de dominio musulmán de las dinastías Omeya, Abásida y Fatimí. Bajo dominio musulmán, la población de Nablus estaba formada por ciudadanos de diversas creencias y orígenes árabes y persas, musulmanes, samaritanos, cristianos y judíos. En el siglo X, el geógrafo árabe al-Muqaddasi la describió como repleta de olivos, con un gran mercado, una gran mezquita bien pavimentada, casas de piedra, un arroyo que atraviesa el centro de la ciudad e importantes molinos. También dejó constancia de que a la ciudad la apodaban "la pequeña Damasco". En aquella época, las prendas de ropa blanca producidas en Nablus eran famosas en todo el mundo conocido.

### Época de las Cruzadas

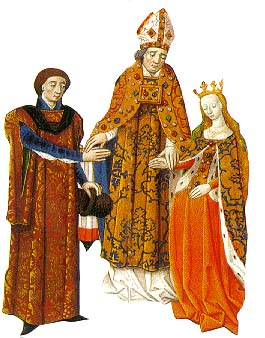
La Reina Melisenda, a la derecha, vivió en Nablus once años

Los cruzados capturaron Nablus en 1099 bajo el mando del príncipe Tancredo y la renombraron Nápoles. Aunque los cruzados desviaron muchos de los suministros de que disponía la población para ser usados por sus ejércitos camino de Jerusalén, no saquearon la ciudad, puede que por la gran cantidad de habitantes cristianos que residían en ella. Nablus pasó a formar parte del Reino de Jerusalén. Los habitantes musulmanes, ortodoxos y samaritanos permanecieron en la ciudad, y a ellos se les unieron algunos cruzados que decidieron asentarse en ella para aprovechar sus abundantes recursos. En 1120, los cruzados celebraron el Concilio de Nablus, del cual salieron las primeras leyes escritas del reino. Convirtieron la sinagoga samaritana en una iglesia, por lo que la comunidad samaritana construyó una nueva sinagoga en la década de 1130. 
Durante la segunda parte del dominio cruzado sobre Nablus, una serie de fuerzas musulmanas lanzaron diversas incursiones con el fin de retomar el control de la ciudad. En 1137, las tropas árabes y turcas con base en Damasco asaltaron Nablus, matando a muchos cristianos y quemando las iglesias de la ciudad. Sin embargo, no consiguieron reconquistar la ciudad. La reina Melisenda de Jerusalén vivó en Nablus de 1150 a 1161, tras serle otorgado el control de la ciudad para resolver una disputa que mantenía con su hijo Balduino III. Los cruzados comenzaron a construir instituciones cristianas en Nablus, incluida una iglesia dedicada a la Pasión y Resurrección de Jesús, así como un hospicio para peregrinos erigido en 1170.

### Periodos ayubí y mameluco

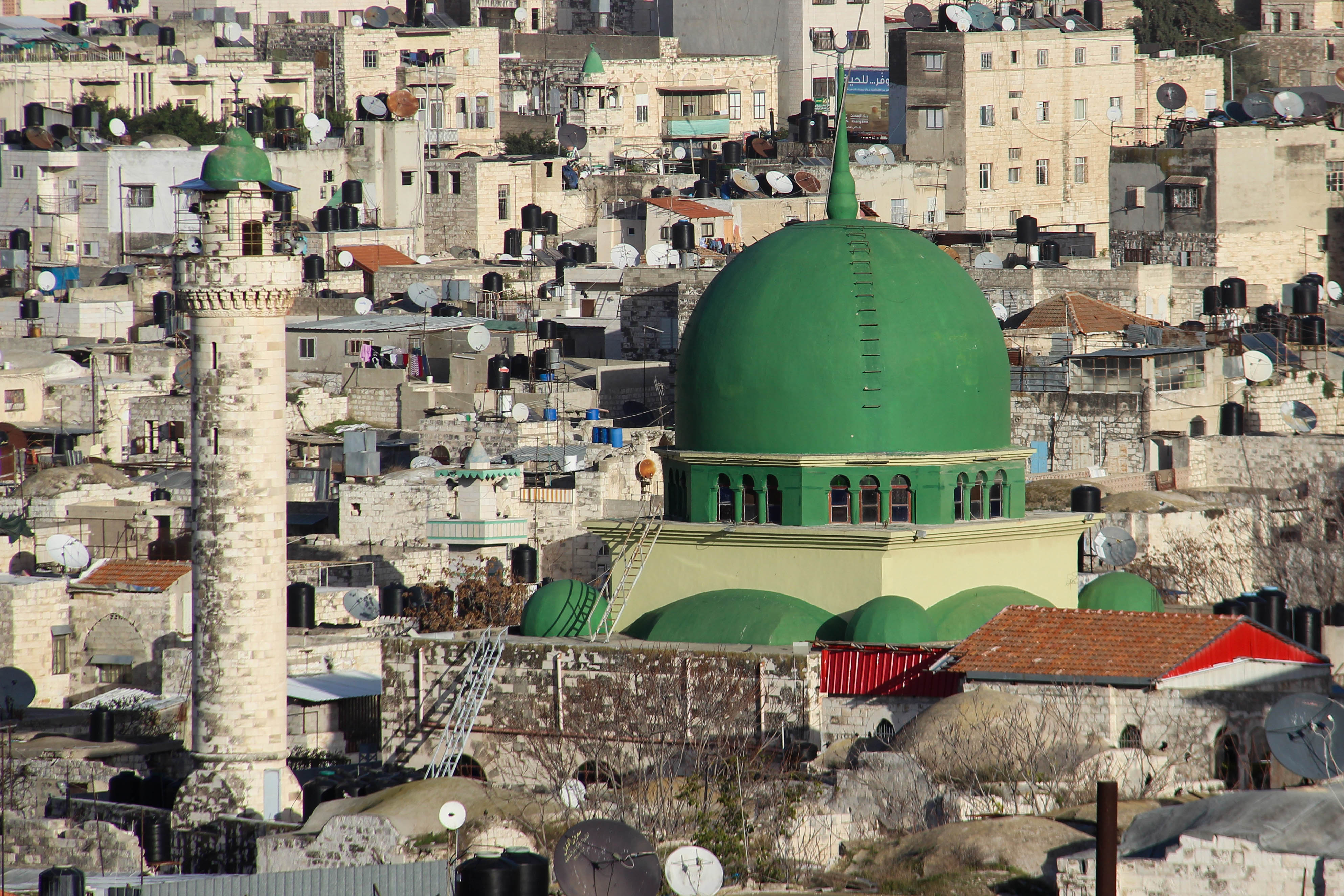
Mezquita An-Nasr de Nablus

El dominio cristiano sobre la ciudad de Nablus tocó a su fin en 1187, cuando las fuerzas ayubíes encabezadas por Saladino capturaron la ciudad. Según un manuscrito litúrgico escrito en siríaco, los cristianos latinos huyeron de Nablus, mientras que los ortodoxos originales permanecieron en ella. El geógrafo sirio Yaqut al-Hamawi (1179–1229) escribió que la Nablus ayubí era una "ciudad famosa de Palestina... con amplias tierras y un hermoso distrito". También mencionó la numerosa población samaritana de la ciudad.
Tras recuperarla los musulmanes, la Gran Mezquita de Nablus, que había sido reconvertida en iglesia bajo dominio cruzado, fue de nuevo restaurada como mezquita por los ayubíes, que también construyeron un mausoleo en la ciudad vieja. En 1242, los caballeros templarios quemaron la Gran Mezquita durante un asalto de tres días en el que mataron a 1000 personas y apresaron muchas mujeres y niños para después venderlos en los mercados de esclavos de Acre. La sinagoga samaritana, construida en el año 362 d. C. por el gran sacerdote Akbon y transformada en iglesia por los cruzados, se convirtió en la Mezquita al-Khadra en 1244, en un proceso similar al acaecido a las mezquitas An-Nasr y al-Masakim, ambas iglesias cristianas reconvertidas.
La dinastía mameluca tomó control de Nablus en 1260 y construyeron numerosas escuelas y mezquitas durante su dominio. Nablus tuvo en tiempos mamelucos agua corriente y baños turcos, exportaba aceite de oliva y jabón a Egipto, Siria, el Hiyaz, muchas islas mediterráneas y el Desierto Arábigo. El aceite de oliva de Nablus se usaba en la Mezquita Omeya de Damasco. El explorador árabe Ibn Battuta visitó Nablus en 1355, describiéndola como una ciudad "llena de árboles y riachuelos y llena de olivos". Dejó constancia del crecimiento de la ciudad y de su exportación de jabón a El Cairo y Damasco.

### Periodo otomano
Nablus, como el resto de Palestina, pasó a formar parte del Imperio otomano en 1517. Los otomanos dividieron Palestina en seis sanjacados (distritos)ː Safed, Yenín, Jerusalén, Gaza, Aljun y Nablus, todos ellos pertenecientes a la provincia otomana de Siria. El sanjacado de Nablus se subdividía a su vez en cinco nahiyas (subdistritos), además de la propia ciudad. Los otomanos no intentaron rehacer la estructura política tradicional de la zona a nivel local, por lo que las fronteras de sus nahiyas se dibujaron haciéndolas coincidir con los centros de poder históricos de algunas familias. Durante el siglo XVI, la población de Nablus era predominantemente musulmana con importantes minorías cristianas, judías y samaritanas.

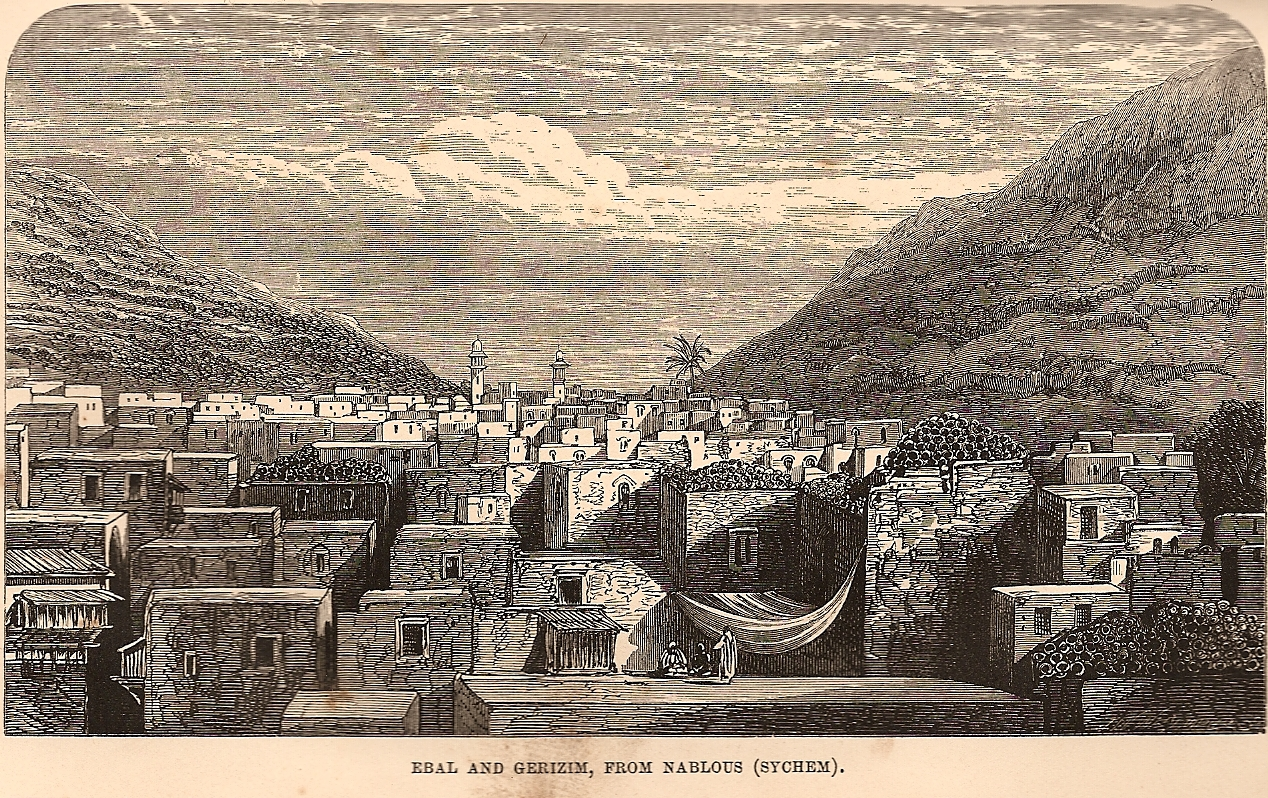
Nablus en 1865

Tras décadas de revueltas y rebeliones organizadas por las tribus árabes de Oriente Medio, los otomanos intentaron restablecer un cierto control centralizado sobre los valiatos árabes. En 1657 enviaron una fuerza expedicionaria dirigida principalmente por oficiales cipayos árabes del centro de Siria que reafirmó la autoridad otomana en Nablus y sus alrededores. A cambio de sus servicios, los oficiales recibieron tierras de cultivo en las aldeas que rodeaban Nablus. 
Para evitar que los nuevos terratenientes árabes estableciesen sus propios centros de poder independientes, los otomanos dispersaron sus parcelas por toda el área de Nablus, ubicándolas en lugares alejados entre sí y evitando crear un gran territorio contiguo controlado por clanes individuales. 
Sin embargo, en lugar de conseguir una mayor centralización, la campaña de 1657 ayudó a los oficiales árabes a conseguir un control creciente y autónomo de Nablus, criando a sus familias allí y casando a sus hijas con hombres notables de la zona, especialmente el ulema y las familias de los mercaderes. Sin dejar de lado, al menos nominalmente, sus puestos militares, fueron adquiriendo una serie de propiedades para consolidar su presencia y sus ingresos, tales como fábricas de jabón y de cerámica, baños públicos, tierras de cultivo, molinos de grano y prensas de aceite de oliva y sésamo.
La familia militar más influyente era la de los Nimrs, que habían sido en origen los gobernadores de los subdistritos rurales de Homs y Hama. Otras familias militares eran las de los Akhrami, Asqalan, Bayram, Jawhari, Khammash, Mir'i, Shafi, Sultan y Tamimi, algunas de las cuales siguieron en servicio activo, mientras que otras dejaron el ejército para dedicarse a otros fines. Dos familias más emigraron a Nablus en los años que siguieron a la campaña de 1657: los Jarrars de Balqa y los Tuqans del norte de Siria o de Transjordania. Los Jarrars llegaron a dominar los alrededores de Nablus, mientras que los Tuqans y los Nimrs competían por el control de la ciudad. Los primeros ostentaron durante más tiempo que ninguna otra familia el cargo de mutasallim (recaudador de impuestos, hombre fuerte) de Nablus, aunque no de una manera consecutiva. Las tres familias se mantuvieron en el poder hasta mediados del siglo XIX.
En el siglo XVIII, Zahir al-Umar (un gobernante árabe de Galilea) se convirtió en una figura importante en Palestina. Para reclutar su ejército, se las arregló para obtener el monopolio del comercio de algodón y aceite de oliva en el sur del Levante, incluida Nablus, que era un importante centro productor de ambos cultivos. En 1771, durante la invasión de Siria por los parte de los mamelucos egipcios, Zahir se alió con ellos y asedió Nablus, fracasando en su intento de conseguir tomar la ciudad. En 1773 lo intentó de nuevo sin éxito. Sin embargo, analizados desde una perspectiva política, los asedios resultaron en un declive de la ciudad en favor de Acre. El sucesor de Zahir, Jezzar Pasha, mantuvo la predominancia de Acre sobre Nablus. Con el final de su reinado en 1804, Nablus recuperó su autonomía y los Tuqans, que habían sido la principal fuerza opositora, accedieron al poder.

### Conquista egipcia y reconquista otomana

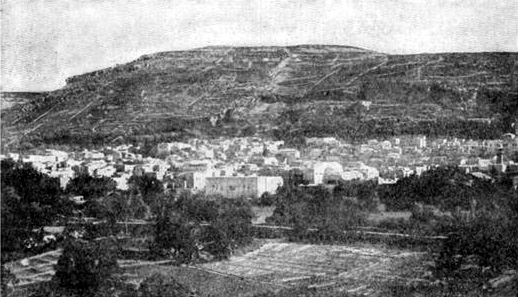
Nablus a principios del

En 1831, Egipto, gobernado entonces por Mehmet Alí, conquistó Palestina a los otomanos. La política de reclutamiento y los nuevos impuestos instituidos por las autoridades egipcias llevaron al estallido de una revuelta organizada por los a'ayan (notables) de las ciudades de Nablus, Hebrón y de la zona de Jerusalén-Jaffa. 
En mayo de 1834, Qasim al-Ahmad —el jefe de la nahiya Jamma'in— reunió a los jeques y campesinos de Nablus y lanzó una revuelta contra el gobernador Ibrahim bajá en protesta por las órdenes de reclutamiento y otras nuevas políticas. Los líderes de Nablus y sus alrededores enviaron a miles de rebeldes a tomar Jerusalén, centro de la autoridad egipcia en Palestina, ayudados por el clan Abu Ghosh, y conquistaron la ciudad el 31 de mayo. Sin embargo, fueron derrotados al mes siguiente por las fuerzas de Ibrahim bajá, que obligó a los cabezas de clan de la ciudad de Nablus a abandonarla en pos de aldeas cercanas. Para finales de agosto ya se había conseguido sofocar la revuelta, tras lo que Qasim al-Ahmad fue ejecutado.
El dominio egipcio de Palestina provocó la destrucción de Acre y, por lo tanto, el resurgimiento de Nablus como centro político de la zona. Los otomanos recuperaron el control de Palestina en 1841. Sin embargo, el clan Abd al-Hadi, con base en Arraba, que había ascendido al poder bajo dominio egipcio en apoyo de Ibrahim bajá, continuó ejerciendo el dominio político de Nablus.

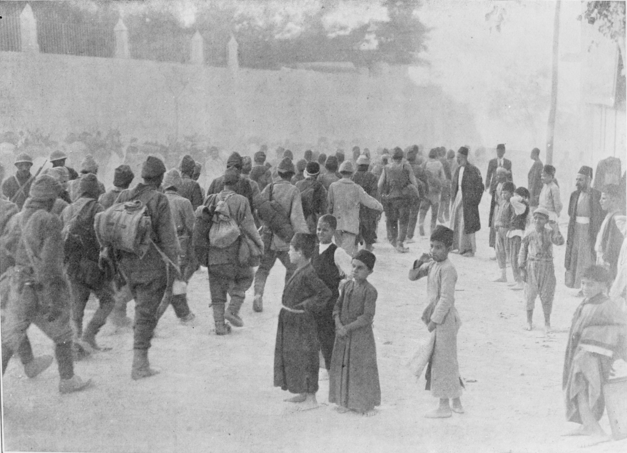
Prisioneros otomanos marchan por Nablus en 1918

A través de los siglos XVIII y XIX, Nablus fue el principal núcleo comercial e industrial de la Siria otomana. Su actividad económica y su liderazgo regional sobrepasaban los de Jerusalén y las ciudades costeras de Jaffa y Acre. El aceite de oliva, principal exportación de Nablus, alimentó el desarrollo de otras industrias relacionadas como la fabricación de jabones o de cestas. Era también el mayor productor de algodón de todo el Levante, superando la producción de ciudades norteñas como Damasco. El sanjacado de Nablus disfrutó de mayor autonomía que el resto de sanjacados del imperio otomano, probablemente por tratarse de la capital de una región montañosa en la que no había "extranjeros" con cargo militar o burocrático alguno. Por lo tanto, según el historiador Beshara Doumani, Nablus permaneció ajena a la supervisión directa del gobierno otomano.
Entre el 19 y el 25 de septiembre de 1918, en los meses finales de la Campaña del Sinaí y Palestina de la Primera Guerra Mundial, tuvieron lugar la Batalla de Nablus y la Batalla de Sharon, dentro del contexto de la Batalla de Megido. Los combates tuvieron lugar en los Montes de Judea, donde el XX Cuerpo del Imperio británico atacó, con apoyo de la aviación, al Séptimo ejército del Grupo Yildirim, que había mantenido una posición defensiva frente a Nablus.

### Mandato Británico de Palestina

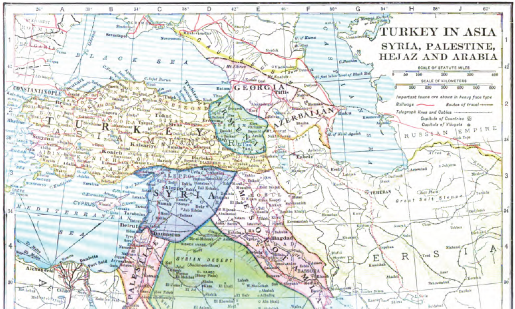
El Levante tras el Tratado de Sèvres. En azul, la zona asignada a Francia; en rojo, la asignada al Reino Unido.

Con la derrota del Imperio otomano en la Primera Guerra Mundial y, como consecuencia de lo pactado en el acuerdo secreto Sykes-Picot, las antiguas provincias otomanas del Levante pasaron a manos de Francia y Reino Unido, algo que fue visto por sus antiguos aliados árabes como una traición a las promesas realizadas durante la guerra. 
Mientras que la zona de Siria y Líbano quedaron bajo control francés, Palestina, Jordania e Irak fueron asignadas a los británicos. Según la doctrina de la Declaración Balfour, se permitió la inmigración judía a Palestina, fenómeno que creció con el acceso al poder de partidos antisemitas en diversos países europeos. La creciente llegada de inmigrantes judíos y la expulsión de los campesinos árabes de las tierras adquiridas por aquellos fue generando un clima de enfrentamiento que acabaría desembocando en la Revuelta Árabe de Palestina de 1936-1939.
El terremoto de Jericó de 1927 destruyó muchos de los edificios históricos de Nablus, incluida la mezquita An-Nasr. Aunque el Consejo Musulmán Supremo de Haj Amin al-Husayni los reconstruyó poco después, su carácter "pintoresco" desapareció. Nablus fue un foco de resistencia contra el Mandato Británico y el barrio de Qaryun, en la Ciudad Vieja, fue demolido por los británicos durante la Revuelta Árabe de 1936-1939. La inmigración judía no llegó a afectar de manera significativa la constitución demográfica de Nablus, por lo que se incluyó a la ciudad en el futuro estado árabe en el plan de partición de Palestina aprobado por la Asamblea General de las Naciones Unidas en 1947.

### Ocupación jordana

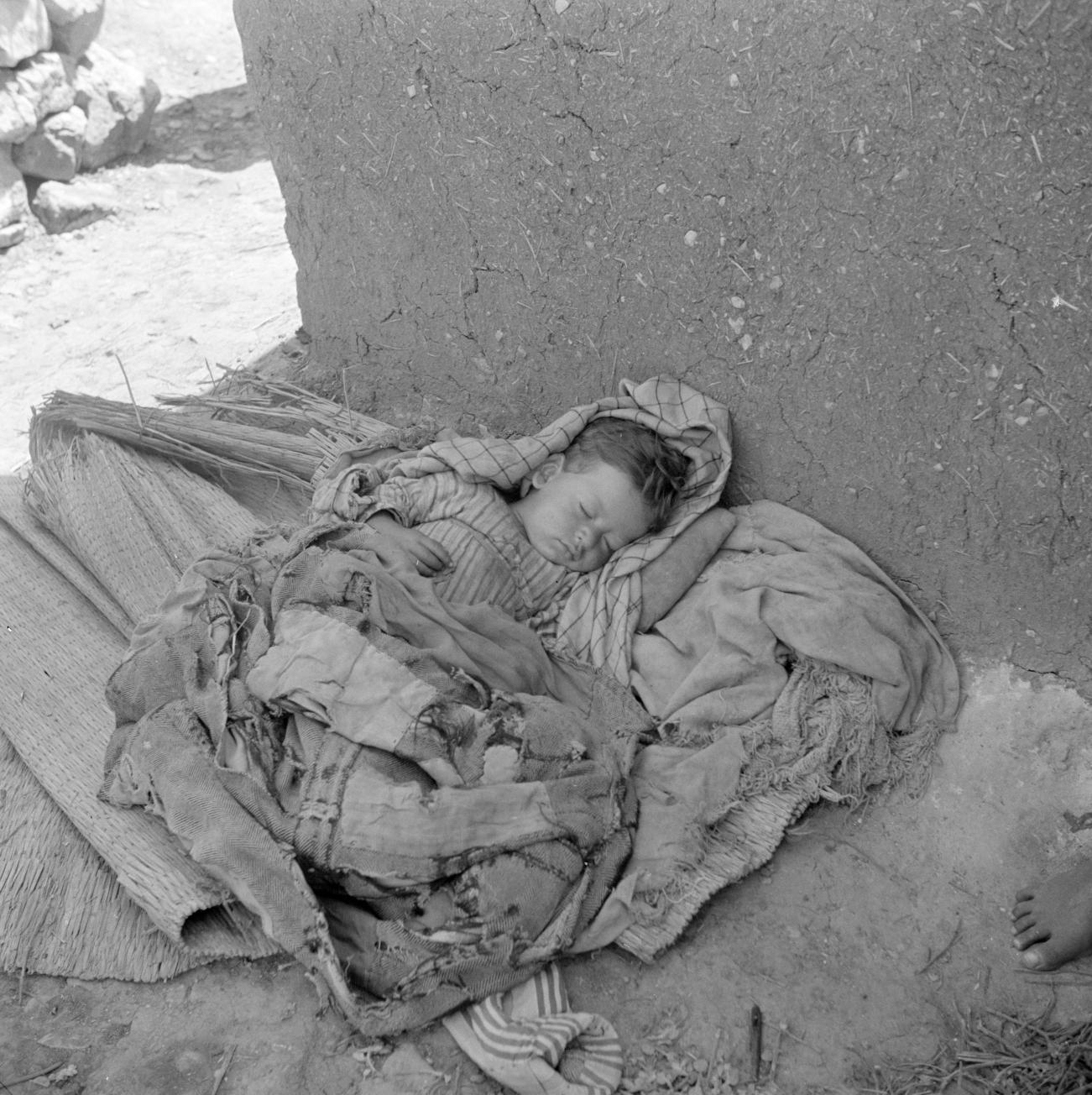
Niño durmiendo en un campo de refugiados cercano a Nablus (1953)

Durante la guerra árabe-israelí de 1948, Nablus y toda Cisjordania quedaron bajo control jordano. Cientos de miles de palestinos tuvieron que abandonar o fueron expulsados de sus hogares y sus tierras ante el avance de las tropas israelíes en lo que se conoció como la Nakba. Miles de ellos llegaron a Nablus, donde se asentaron en varios campos de refugiados organizados por la UNRWA, con lo que la población de Nablus se dobló y sus recursos se vieron drásticamente reducidos. 
Actualmente, quedan tres campos de refugiados palestinos dentro del territorio municipal de Nablusː Beit Ilma, Balata y Askar. Durante el periodo de ocupación jordana, las aldeas vecinas de Rafidia, Balata al-Balad, al-Juneid y Askar se incorporaron al municipio de Nablus.

### Ocupación israelí
La guerra de los Seis Días de 1967 supuso la captura de Nablus y de toda Cisjordania por los israelíes, que desde entonces la mantienen en un régimen de ocupación militar considerado ilegal por las Naciones Unidas. Se empezaron a construir una multitud de asentamientos israelíes en los alrededores de Nablus durante los años ochenta y noventa del siglo pasado; la ONU también los considera ilegales y los declara uno de los mayores obstáculos para la paz en la zona. Las restricciones impuestas sobre Nablus tras el inicio de la Primera Intifada supusieron el comienzo de un movimiento de vuelta a la tierra para asegurar la autosuficiencia de la ciudad, lo que provocó un notable crecimiento de la producción agrícola local.

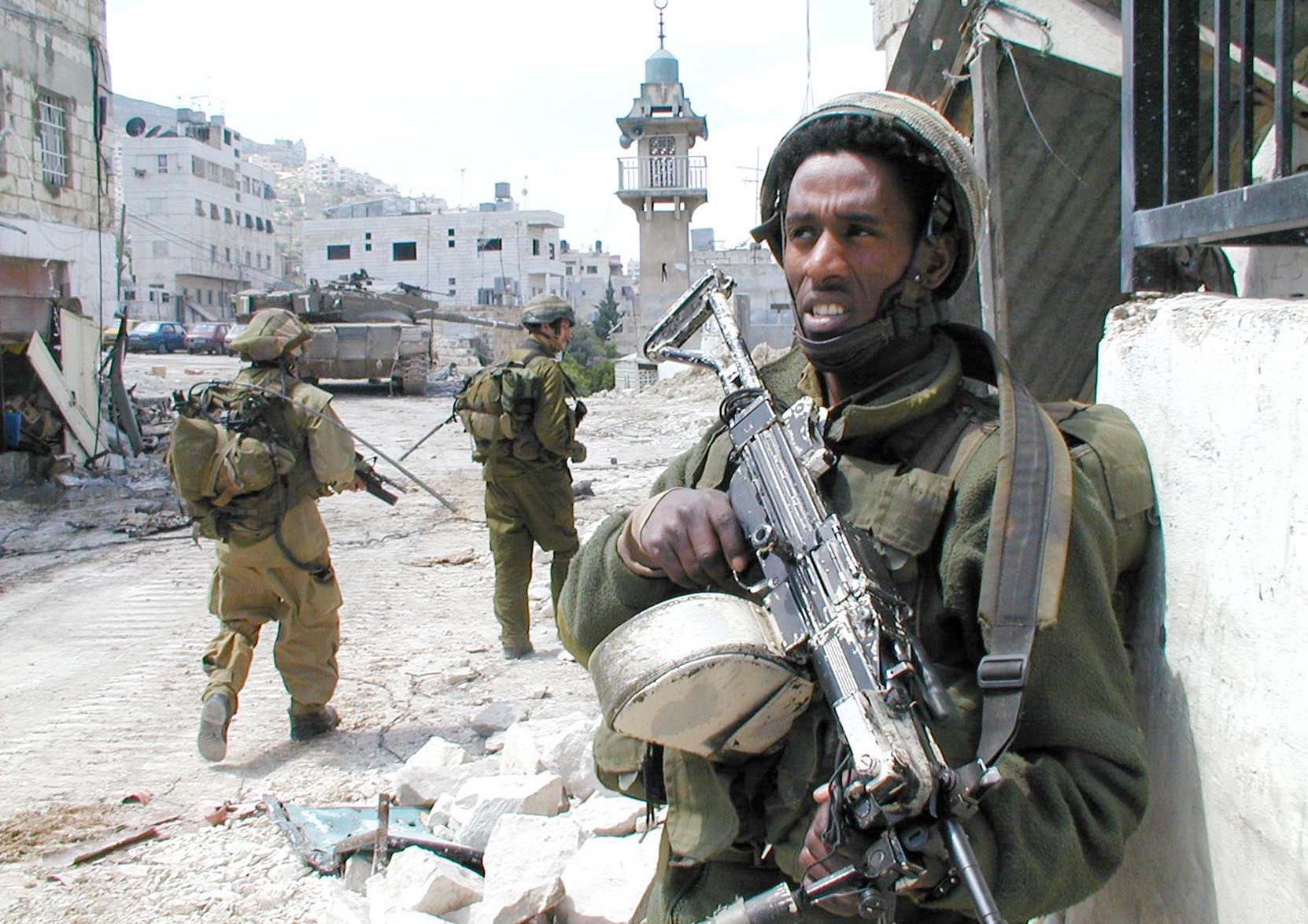
Soldados israelíes entre las ruinas de Nablus (2002)

El 12 de diciembre de 1995, la Autoridad Nacional Palestina recibió la jurisdicción de la ciudad de Nablus de parte de las autoridades israelíes como resultado de los Acuerdos de Oslo para Cisjordania. Nablus está rodeada de asentamientos israelíes y fue escenario de frecuentes enfrentamientos con el ejército israelí durante la Primera Intifada, en la que la cárcel local obtuvo cierta fama por sus métodos de tortura.
En los años noventa, Nablus era un hervidero de nacionalistas palestinos y, cuando la Segunda Intifada comenzó, se dio la bienvenida a los pirómanos de santuarios judíos cercanos a Nablus. Tras la publicación de las viñetas danesas en 2006, algunos milicianos de la ciudad secuestraron a dos extranjeros y amenazaron con secuestrar a más como protesta. En 2008, Noa Meir, portavoz del ejército israelí, dijo que Nablus seguía siendo la "capital del terror" de Cisjordania.
Con el inicio de la Segunda Intifada se incrementó el número de enfrentamientos entre los habitantes de la ciudad y el ejército israelí. La ciudad tiene una larga tradición de activismo político, como lo demuestra su apodo, jabar al-nar (la Montaña de Fuego), y su ubicación entre dos montañas permitió al ejército israelí asediarla por completo con puestos de control en ambos extremos del valle. Durante muchos años, se ha restringido enormemente el movimiento hacia y desde la ciudad.

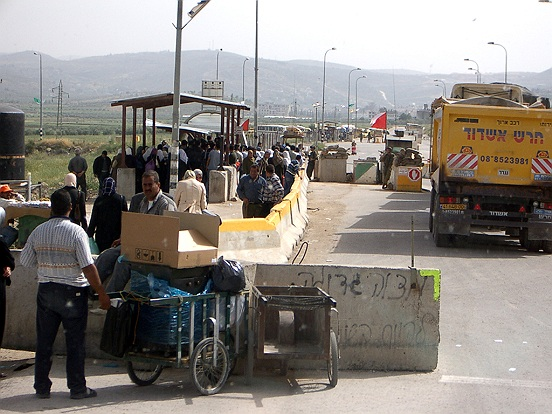
Puesto de control israelí en Nablus (2004)

Según la Oficina de Naciones Unidas para la Coordinación de Asuntos Humanitarios (OCHA), las operaciones militares israelíes dejaron un saldo de 522 personas muertas y 3104 heridas en Nablus y sus campos de refugiados, la mayoría de ellos civiles, en el plazo de tiempo que va desde el 2000 al 2005. El 18 de mayo de 2001, un bombardeo israelí de la cárcel de Nablus dejó al menos 10 muertos entre sus presos.
En abril de 2002, tras la masacre de Pésaj —un ataque palestino que mató a 30 israelíes que asistían a una cena séder de Pésaj en el Park Hotel de Netanya—, Israel lanzó la Operación Escudo Defensivo, especialmente centrada en las ciudades palestinas de Nablus y Yenín, en la que al menos 80 palestinos murieron y muchas casas fueron demolidas o seriamente dañadas.
La operación también supuso un daño crítico al conjunto histórico y cultural de la ciudad, con 64 edificios históricos destruidos entera o parcialmente. El ejército israelí volvió a entrar en Nablus en junio de 2002, permaneciendo en la ciudad hasta finales de septiembre, periodo durante el que sostuvo más de 70 días de toque de queda completo de 24 horas diarias.
Según Gush Shalom, las excavadoras israelíes dañaron la Mezquita de al-Khadra, la Gran Mezquita, la Mezquita al-Satoon y la Iglesia griega ortodoxa. Se demolieron unas 60 casas y varios tramos del adoquinado de la Ciudad Vieja sufrieron daños. Tres misiles de helicópteros Apache impactaron en el hammam al-Shifa. Los bombardeos de los F-16 destruyeron la entrada oriental del Khan al-Wikala (mercado viejo) y tres fábricas de jabones. El coste de los daños causados se calculó en 80 millones de dólares estadounidenses. 
En agosto de 2016, la Ciudad Vieja de Nablus presenció fuertes enfrentamientos entre las milicias y la policía palestina. El 18 de agosto, dos policías palestinos fueron asesinados en la ciudad, lo que provocó una redada policial que derivó en un intercambio de disparos, dejando tres milicianos muertos (uno de ellos por la paliza recibida tras su arresto). La muerte de este último, Ahmed Izz Halaweh, considerado el autor intelectual de los asesinatos de los dos policías, fue catalogada de "ejecución extrajudicial" por las distintas facciones palestinas y por las Naciones Unidas.

## Demografía

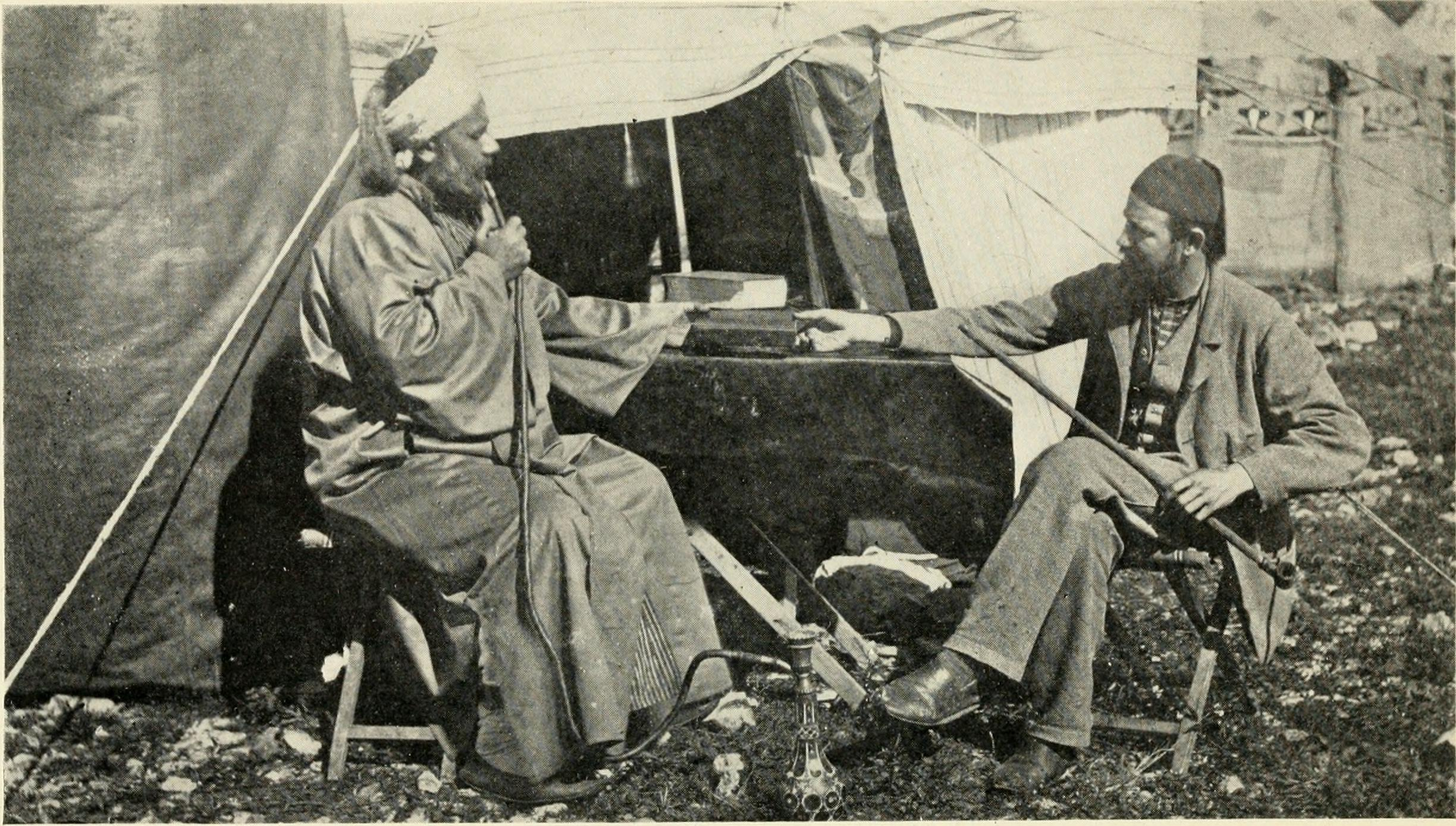
Samaritanos de Nablus (1907)

En 1596, la población de Nablus consistía en 806 hogares musulmanes, 20 hogares samaritanos, 18 hogares cristianos y 15 hogares judíos. Las autoridades otomanas locales registraron una población de unos 20.000 residentes en Nablus en el año 1849.
En 1867, unos viajeros estadounidenses anotaron que la ciudad tenía una población de unos 4000, "la mayor parte de ellos mahometanos", con algunos judíos y cristianos, así como "unos 150 samaritanos". La Enciclopedia Judía, redactada en 1906, decía de Nablus que tenía "unos 24 000 habitantes, incluyendo 170 samaritanos y 150 judíos".
En 1922, el censo británico de Palestina registró 15 947 habitantes: 15 238 musulmanes, 16 judíos, 544 cristianos y 147 samaritanos, entre otros. La población siguió creciendo, alcanzando los 17 498 habitantes en el censo de 1931.
En el censo de 2006, Nablus contaba con 134 166 habitantes en la ciudad propiamente dicha y 35 387 en los campos de refugiados. Un año después, según la Oficina Central de Estadísticas de Palestina (PCBS), Nablus tenía 126 132 habitantes. En el censo de 1997 tenía solamente 100 034 habitantes, incluyendo 23 397 refugiados, lo que suponía aproximadamente un 24 % de la población de la ciudad. En cuanto a la Ciudad Vieja de Nablus, en ella vivían unas 12 000 personas en 2006. En total, la población de la ciudad de Nablus supone el 40 % del total de los habitantes de su gobernación.
Aproximadamente la mitad de su población se encuentra por debajo de los 20 años. En 1997, la distribución por edades era de un 28,4 % menores de 10 años, 20,8 % entre 10 y 19 años, 17,7 % entre 20 y 29 años, 18 % entre 30 y 44 años, 11,1 % de 45 a 64 años y tan solo un 3,7 % de habitantes mayores de 65. La distribución por sexo era de 50 945 hombres (50,92 % ) y 49 089 mujeres (49,07 % ).
Tradicionalmente, Nablus se ha caracterizado por una diversidad religiosa que incluye a musulmanes, cristianos y samaritanos. Esta última comunidad consta de 600 personas que viven en lo alto del monte Al-Tour, en la parte suroeste de la ciudad. Tienen derecho de voto en las elecciones palestinas y disponen de un escaño permanente en el Consejo Legislativo Palestino.
Nablus tiene tres campos de refugiados creados por la UNRWA en 1950 para acoger a los refugiados palestinos procedentes de ciudades conquistadas por Israel en la guerra árabe-israelí de 1948:
- El campo de refugiados de Askar cuenta con una población de 19 500 habitantes, originarios mayoritariamente de 36 pueblos de las regiones de Lydda, Haifa y Jaffa. Está compuesto de dos campos: el campo original u Old Askar y su ampliación, New Askar; creada en 1965 para aliviar la sobrepoblación. New Askar, no cuenta por lo tanto con la protección de las Naciones Unidas. Está situado en el Área B de los Territorios Palestinos, bajo administración conjunta de la Autoridad Nacional Palestina y de Israel, mientras Old Askar está situado en el Área A de los Territorios, y depende administrativamente de la ANP.[42]
- El campo de refugiados de Balata es el mayor de Cisjordania, con más de 23 000 refugiados registrados oficialmente por la UNRWA. Sus habitantes proceden principalmente de las ciudades de Lydda, Jaffa y Ramla, así como de 60 pueblos situados en Israel, muchos de ellos beduinos. La sociedad civil de Balata es particularmente activa social y políticamente; allí se creó el primer comité para la defensa de los refugiados palestinos a principios de 1994. El campo sufrió una fuerte presión por parte del ejército israelí durante la Intifada.[43]
- El campamento de Beit Ilma, creado en 1950, con unos 7000 habitantes aproximadamente.[44]

### Religión

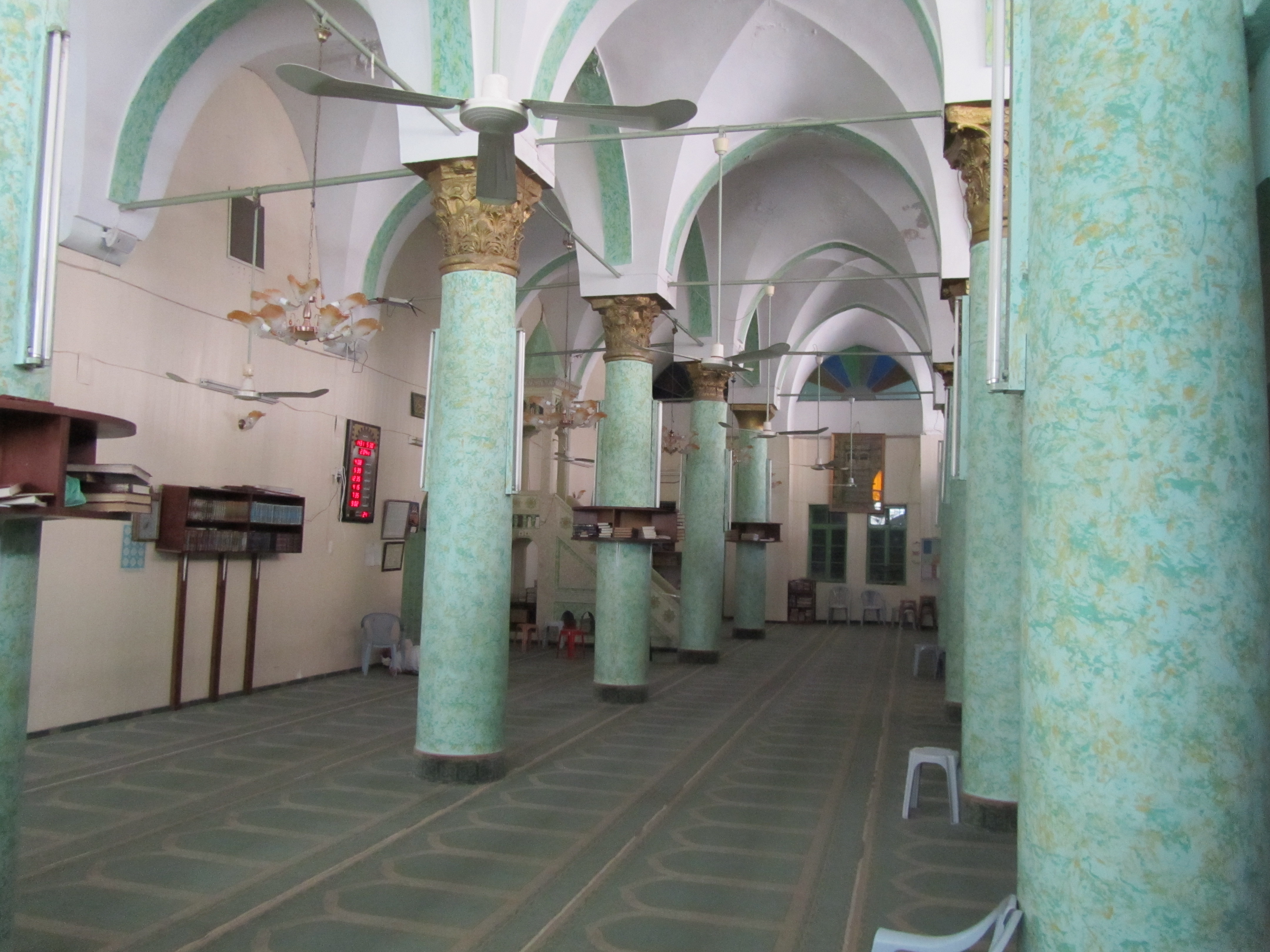
Interior de la Gran Mezquita de Nablus

En el año 891 d. C., durante los primeros siglos de dominio musulmán, Nablus tenía una población muy diversa que incluía a samaritanos, musulmanes locales y cristianos. El geógrafo árabe Al-Dimashqi dejó constancia de que bajo el mandato de la dinastía mameluca (una dinastía musulmana basada en Egipto) la población de la ciudad incluía musulmanes, samaritanos, cristianos ortodoxos, católicos y judíos. En el censo de 1931, la población de Nablus estaba constituida por 16 483 musulmanes, 533 cristianos, 6 judíos, 7 drusos y 160 samaritanos. El censo se llevó a cabo pocos años después de las revueltas palestinas de 1929, en las que los judíos fueron expulsados de muchas ciudades de mayoría árabe.

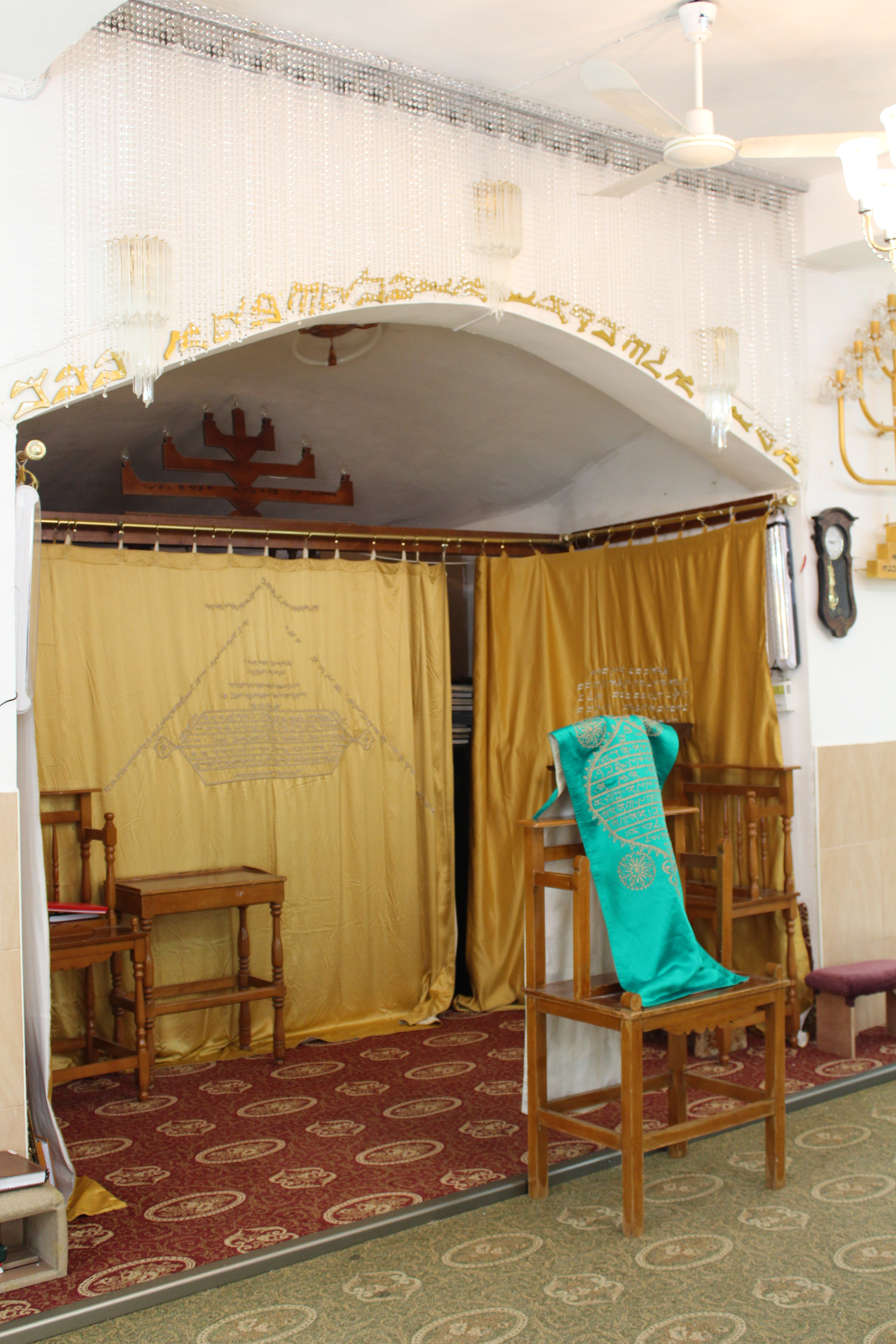
Torá samaritana en el Monte Gerizín, en Nablus

La mayoría de los habitantes de Nablus a día de hoy son musulmanes, pero también hay pequeñas comunidades cristianas y samaritanas. Se cree que una parte importante de la población musulmana de Nablus desciende de samaritanos que en su día se convirtieron al islam. Algunos apellidos de Nablus están relacionados con ancestros samaritanos (como, por ejemplo, Muslimani, Yaish o Shakshir). Según el historiador Fayyad Altif, un gran número de samaritanos se convirtieron debido a la persecución religiosa, pero también gracias a que la naturaleza monoteísta del Islam les hizo más fácil aceptarlo.
En 1967 había unos 3500 cristianos de distintas denominaciones en Nablus, cifra que disminuyó a unos 650 en 2008. Dentro de la población cristiana de Nablus, hay setenta familias ortodoxas, unas treinta católicas (latinas y melquitas) y unas treinta anglicanas. La mayoría de los cristianos viven en el suburbio de Rafidia, al oeste de la ciudad.
Hay diecisiete monumentos islámicos y once mezquitas en la Ciudad Vieja de Nablus. Nueve de estas mezquitas se construyeron antes del siglo XV. Además de los templos musulmanes, hay una iglesia ortodoxa dedicada a san Justino Mártir, construida en 1898 y una antigua sinagoga samaritana que sigue usándose a día de hoy.

## Geografía

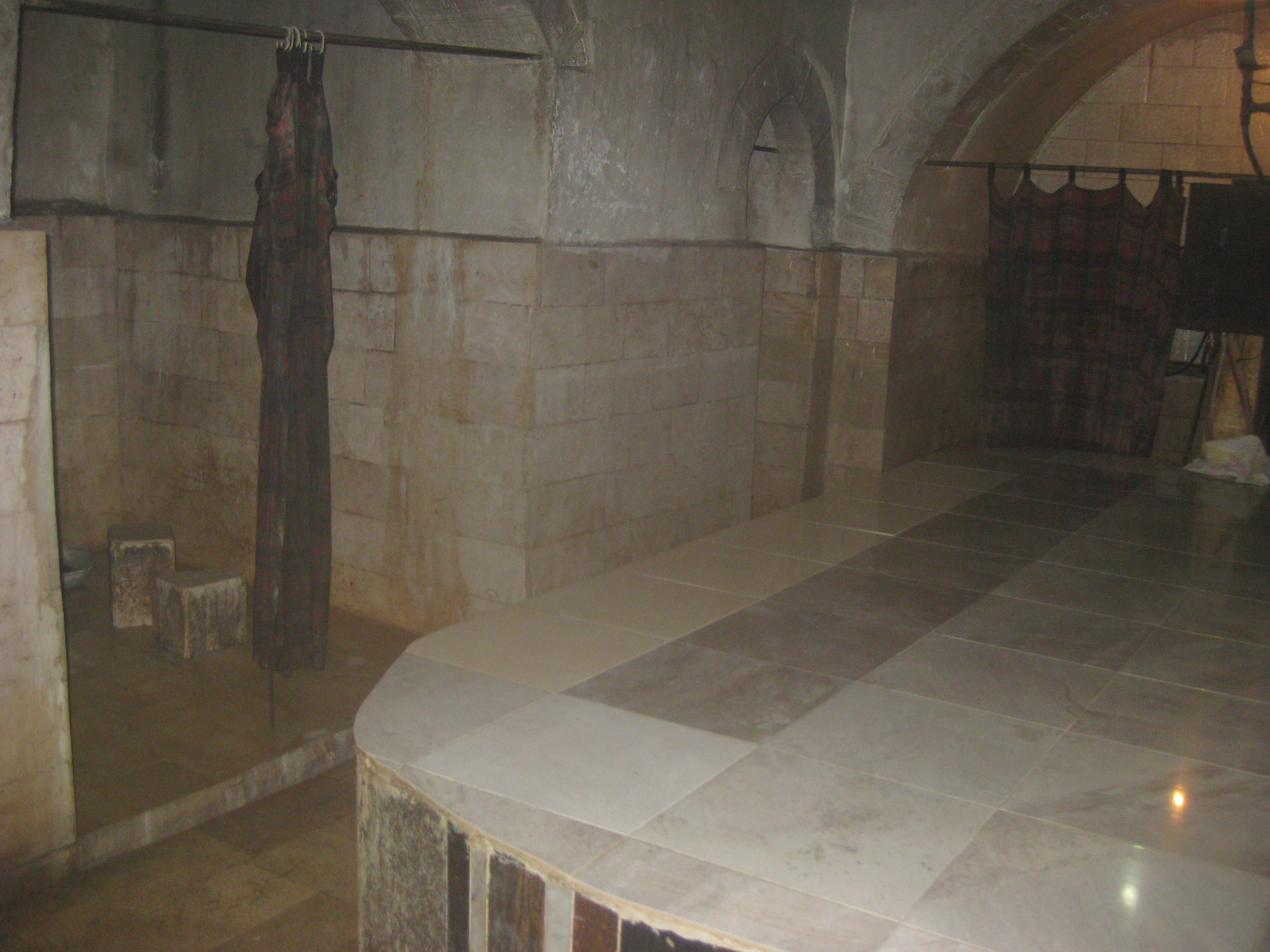
Hamam (baño turco) en Nablus

Nablus se encuentra situada en una posición estratégica, en la intersección entre dos antiguas rutas comerciales; una que unía la llanura de Sharon con el Valle del Jordán y otra que unía Nablus con Galilea hacia el norte y la Judea bíblica hacia el sur, a través de las montañas. La ciudad está construida sobre una elevación de unos 550 metros por encima del nivel del mar, en un estrecho valle que sigue una dirección aproximada este-oeste, justo entre dos montañas: el monte Ebal, al norte, es el más alto de los dos con 940 metros, mientras que el monte Gerizín, que queda al sur, tiene 881 metros de altura.
Nablus se encuentra a 36 kilómetros de Ramala, Palestina; 42 kilómetros al este de Tel Aviv, Israel; 110 kilómetros al oeste de Amán, Jordania; y 63 kilómetros al norte de Jerusalén. Entre las ciudades cercanas cabe mencionar Huwara y Aqraba hacia el sur, Beit Furik hacia el sureste, Tammun hacia el noreste, Asira ash-Shamaliya hacia el norte y Kafr Qaddum y Tell hacia el oeste. 

### Ciudad Vieja

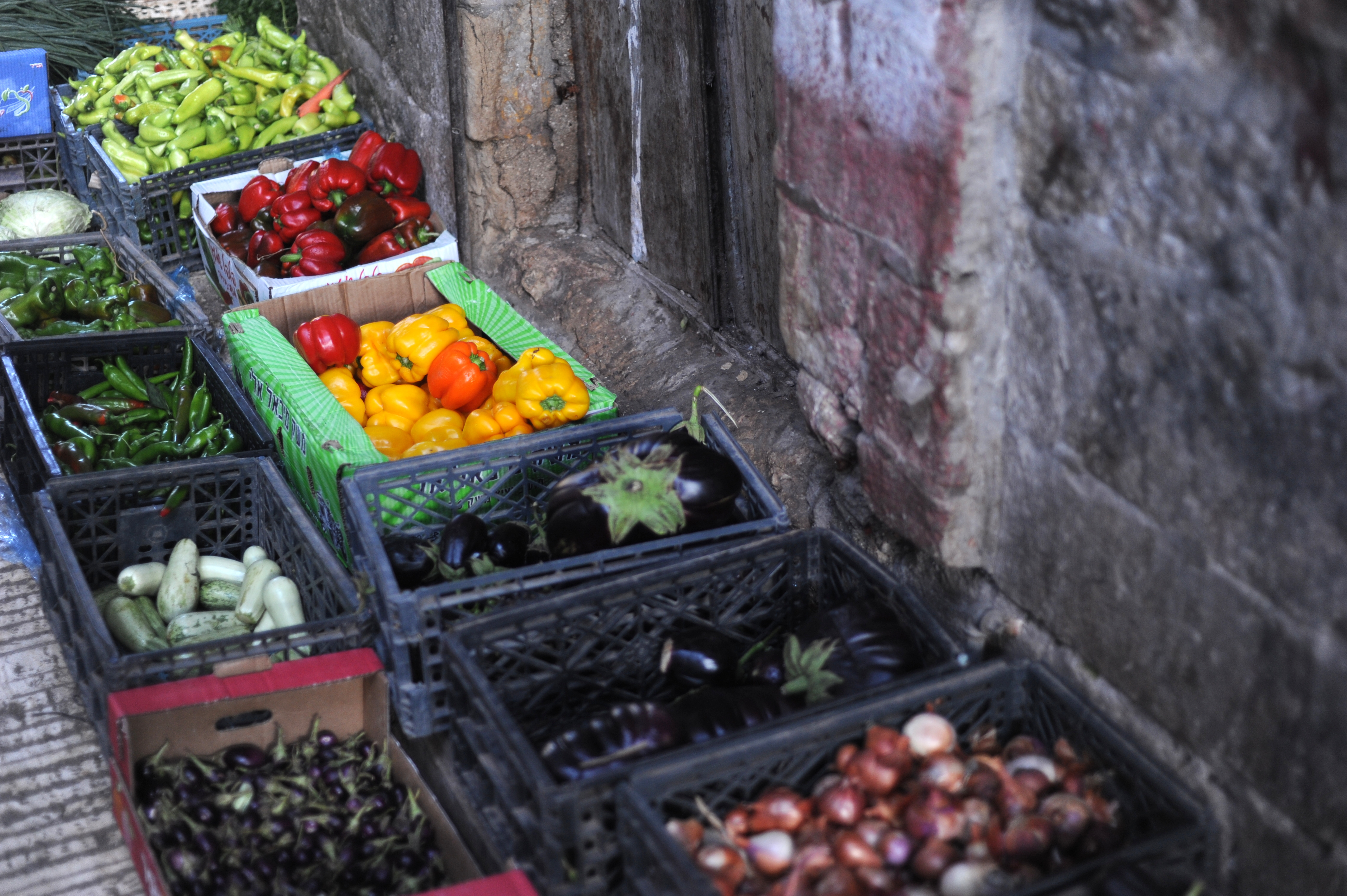
Verduras en uno de los zocos de Nablus

En el centro de Nablus se encuentra la Ciudad Vieja, compuesta de seis barrios principales: Yasmina, Gharb, Qaryun, Aqaba, Qaysariyya y Habala. Habala es el barrio más grande y el crecimiento de su población ha llevado a la creación de dos barrios más pequeños: al-Arda y Tal el-Kreim. La Ciudad Vieja está densamente poblada y en ella viven importantes familias palestinas como los Nimrs, los Tuqans y los Abd al-Hadis. El gran recinto a estilo de una fortaleza llamado Palacio de Abd al-Hadi, construido en el siglo XIX, se encuentra en el barrio de Qaryun. La Sala Nimr y el Palacio Tuqan están en el centro de la ciudad vieja. También hay varias mezquitas en la ciudad vieja, como la Gran Mezquita de Nablus, la Mezquita An-Nasr, la Mezquita al-Tina, la Mezquita al-Khadra, la Mezquita Hanbali, la Mezquita al-Anbia y la Mezquita Ajaj, entre otras.
Hay seis hamams (baños turcos) en la Ciudad Vieja, siendo los más importantes de ellos los de al-Shifa y al-Hana. El hamam de al-Shifa fue construido por los Tuqan en 1624. El hamam de al-Hana, ubicado en el barrio de Yasmina, fue el último que se construyó en la ciudad, ya entrado el siglo XIX. Tuvo que cerrar en 1928 pero fue restaurado y reinaugurado en 1994. Las calles de la Ciudad Vieja están llenas de curtidurías, zocos, tiendas de textiles y tiendas de cerámica. Por último, hay una serie de monumentos históricos en la Ciudad Vieja que incluyen el Khan al-Tujjar y la torre del reloj de al-Manara, construida en 1906.

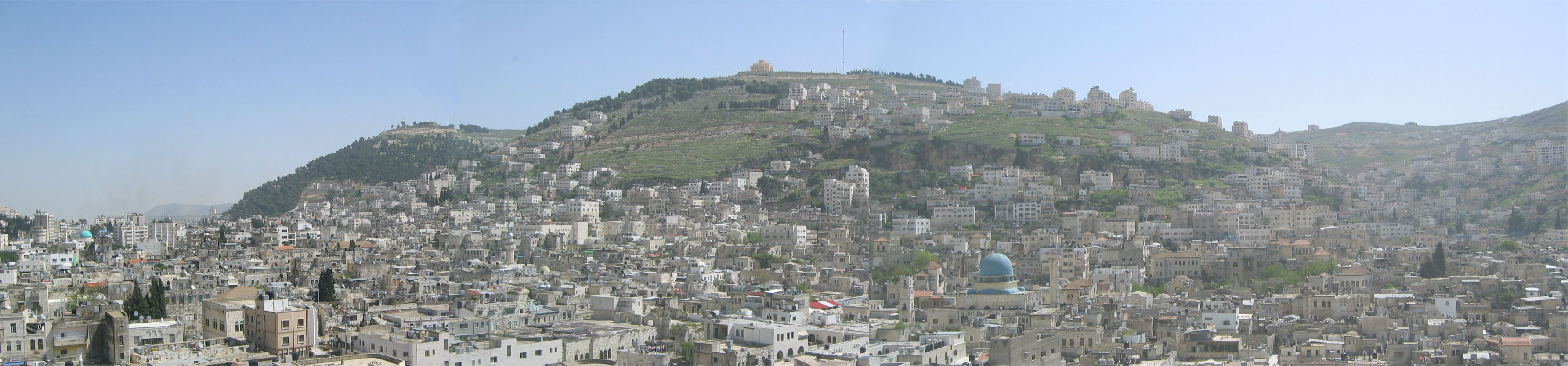
Imagen panorámica de Nablus

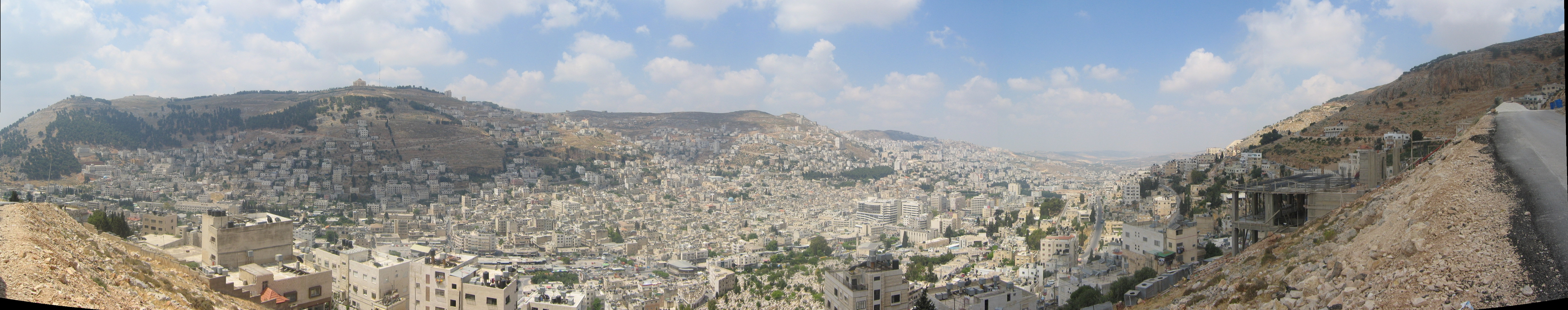
Vista panorámica de Nablus. A la derecha, se observa el monte Ebal; a la izquierda, el monte Gerizín.

### Clima
Un relativo clima mediterráneo otorga veranos calurosos y secos e inviernos fríos y lluviosos a la ciudad de Nablus. La primavera llega en torno a marzo o abril y los meses más cálidos son julio y agosto, con temperaturas máximas en una media de 29,6 °C (85,3 °F). El mes más frío es enero, con temperaturas que normalmente se colocan en 6,2 °C (43,2 °F). La lluvia suele caer entre octubre y marzo, con una tasa anual de precipitaciones de aproximadamente 656 mm (25.8 in).
| Parámetros climáticos promedio de Nablus | Parámetros climáticos promedio de Nablus | Parámetros climáticos promedio de Nablus | Parámetros climáticos promedio de Nablus | Parámetros climáticos promedio de Nablus | Parámetros climáticos promedio de Nablus | Parámetros climáticos promedio de Nablus | Parámetros climáticos promedio de Nablus | Parámetros climáticos promedio de Nablus | Parámetros climáticos promedio de Nablus | Parámetros climáticos promedio de Nablus | Parámetros climáticos promedio de Nablus | Parámetros climáticos promedio de Nablus | Parámetros climáticos promedio de Nablus |
| Mes                                      | Ene.                                     | Feb.                                     | Mar.                                     | Abr.                                     | May.                                     | Jun.                                     | Jul.                                     | Ago.                                     | Sep.                                     | Oct.                                     | Nov.                                     | Dic.                                     | Anual                                    |
| ---------------------------------------- | ---------------------------------------- | ---------------------------------------- | ---------------------------------------- | ---------------------------------------- | ---------------------------------------- | ---------------------------------------- | ---------------------------------------- | ---------------------------------------- | ---------------------------------------- | ---------------------------------------- | ---------------------------------------- | ---------------------------------------- | ---------------------------------------- |
| Temp. máx. media (°C)                    | 12.4                                     | 12.1                                     | 16.1                                     | 20.8                                     | 25.5                                     | 28.1                                     | 29.6                                     | 28.0                                     | 26.6                                     | 25.7                                     | 21.6                                     | 16.4                                     | 21.9                                     |
| Temp. media (°C)                         | 9.0                                      | 8.8                                      | 11.9                                     | 16.6                                     | 20.7                                     | 24.0                                     | 24.8                                     | 24.4                                     | 22.5                                     | 20.5                                     | 17.5                                     | 13.1                                     | 17.8                                     |
| Temp. mín. media (°C)                    | 6.2                                      | 6.1                                      | 8.2                                      | 11.8                                     | 15.2                                     | 17.4                                     | 18.8                                     | 19.1                                     | 17.5                                     | 16.4                                     | 13.8                                     | 9.3                                      | 13.3                                     |
| Precipitación total (mm)                 | 155                                      | 135                                      | 90                                       | 34                                       | 5                                        | 0                                        | 0                                        | 0                                        | 2                                        | 17                                       | 60                                       | 158                                      | 656                                      |
| Humedad relativa (%)                     | 74                                       | 75                                       | 66                                       | 55                                       | 47                                       | 50                                       | 65                                       | 62                                       | 73                                       | 62                                       | 54                                       | 69                                       | 62.7                                     |
| Fuente: Arab Meteorology Book            |                                          |                                          |                                          |                                          |                                          |                                          |                                          |                                          |                                          |                                          |                                          |                                          |                                          |

## Economía

### Historia

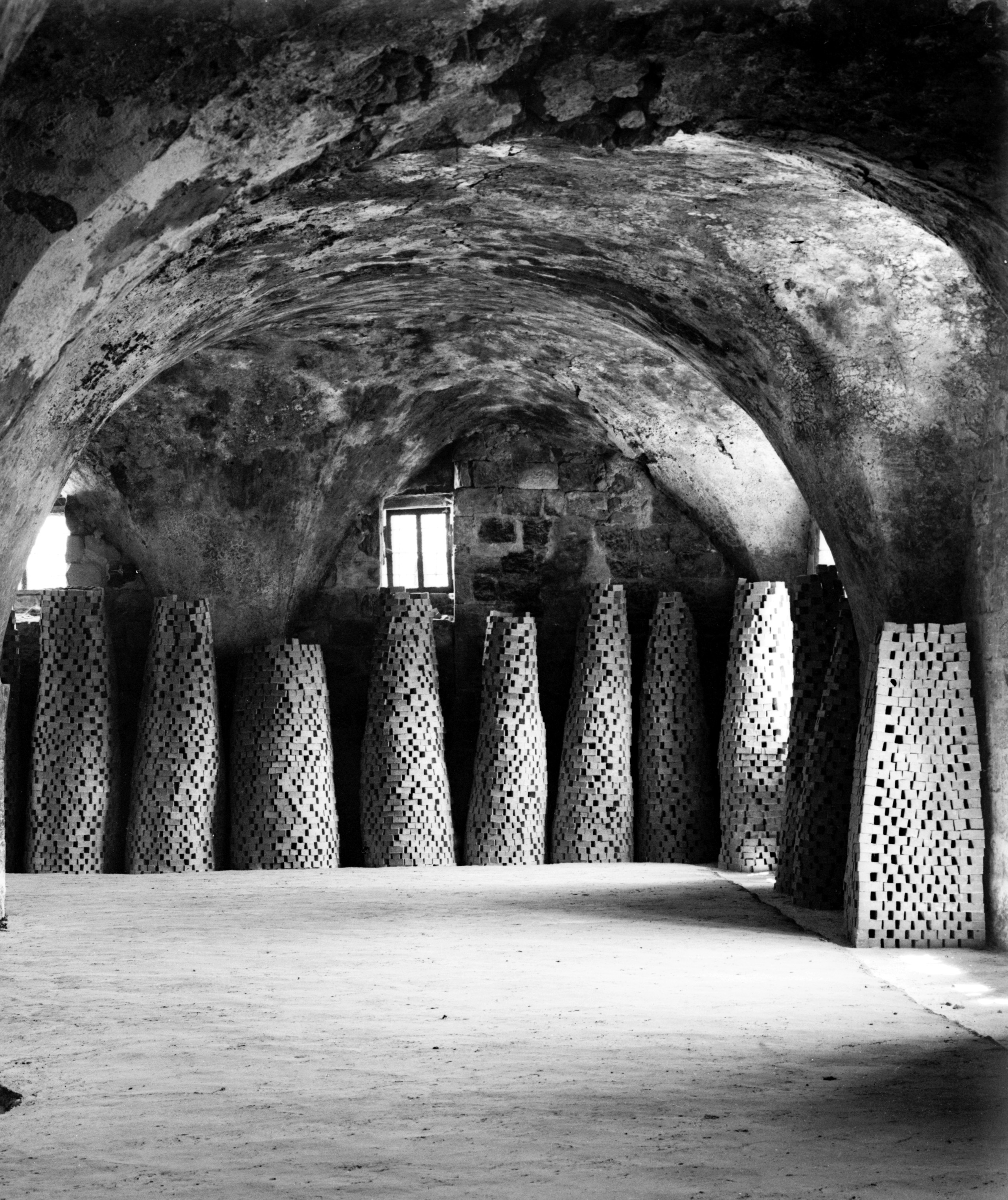
Jabones para su secado en una fábrica de Nablus. Principios del.

Desde el inicio del siglo XVI, las rutas comerciales que conectaban Nablus con Damasco y El Cairo fueron mejoradas con el establecimiento de puestos comerciales en el Hiyaz y en las zonas meridionales y orientales del golfo Pérsico, así como en la península de Anatolia y en las islas mediterráneas de Creta y Chipre. Nablus también desarrolló relaciones comerciales con Alepo, Mosul y Bagdad. 
El gobierno otomano aseguró la financiación y la seguridad de la caravana de peregrinaje anual (qafilar al-hajj) desde Damasco hasta las ciudades sagradas del Islam, La Meca y Medina. Esta medida benefició a Nablus desde un punto de vista económico, ya que las caravanas se convirtieron en un factor clave en la relación fiscal y política de Nablus con el gobierno central. Durante un breve periodo de tiempo, al principio del siglo XVII, el gobernador de Nablus, Farrukh Pasha, fue nombrado líder de la caravana de peregrinaje (amir al-hajj), y construyó un gran recinto comercial en Nablus para este propósito. 
En 1882 había 32 fábricas de jabón y 400 telares exportando sus productos a todo Oriente Medio. Nablus exportaba tres cuartos de su jabón —el producto más importante de la ciudad— a El Cairo por caravana, a través de Gaza y la península del Sinaí, y por mar a través de los puertos de Jaffa y Gaza. Desde Egipto, y en especial desde El Cairo y Damieta, los mercaderes de Nablus importaban principalmente arroz, azúcar y especias, así como textiles de lino, algodón y lana. También se exportaba algodón, jabón, aceite de oliva y textiles a Damasco, de la que se importaban sedas, textiles de gran calidad, cobre y ciertos artículos de lujo como joyería.
En cuanto a la economía local, la agricultura era su sector más importante. Fuera de los límites de la ciudad había grandes extensiones de olivares, higueras y granados, además de los viñedos que cubrían las colinas de la zona. Entre los productos cultivados destacaban tomates, pepinos, melones y mulukhiyya. Nablus también era el mayor productor de algodón del Levante, generando más de 225 000 kg de dicho producto en 1837.

### En la actualidad

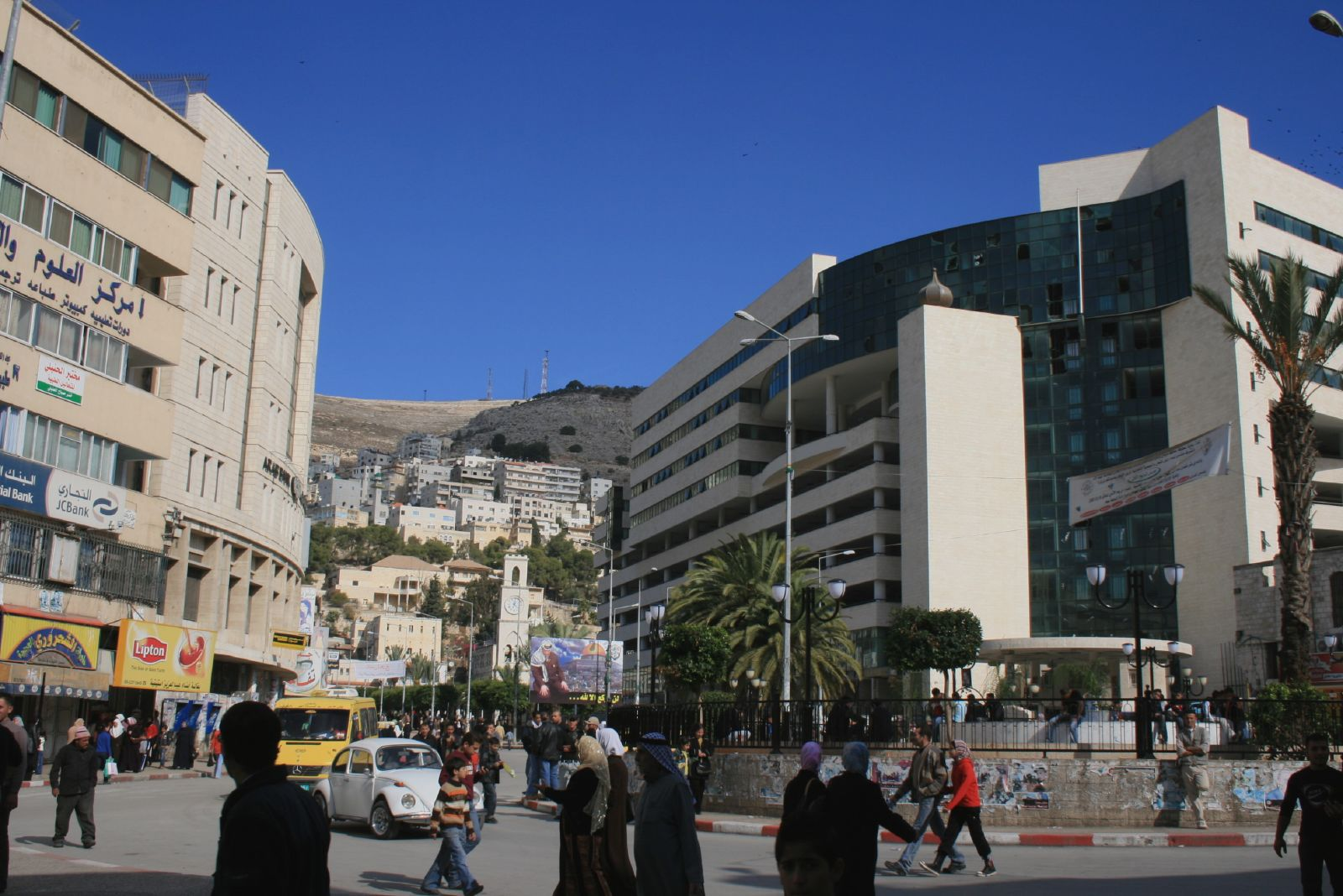
Centro de Nablus, Plaza de los Mártires

Nablus tiene un animado y moderno centro comercial con restaurantes y tiendas. Las industrias tradicionales como el jabón, el aceite de oliva y la artesanía siguen teniendo un peso importante en la economía de la ciudad. Además, cabe destacar la producción de muebles y tejas, la explotación de canteras, la fabricación de telas y el curtido de pieles. La mayoría de estas industrias se encuentran en la Ciudad Vieja.
La Vegetable Oil Industry Co. es una fábrica de Nablus que produce aceites vegetales refinados, especialmente aceite de oliva, y mantequilla de origen vegetal que es luego exportada a Jordania. La fábrica de textiles al-Huda Textiles también se encuentra en Nablus. En 2000, la fábrica producía unas 500 prendas diarias; sin embargo, la producción cayó hasta las 150-200 prendas diarias en 2002. Al-Huda importa telas principalmente de China y vende productos textiles elaborados en Israel. Hay ocho restaurantes y cuatro hoteles en la ciudad, siendo los más grandes los de al-Qasr y al-Yasmeen. La antaño próspera industria del jabón de Nablus se ha visto duramente afectada por las dificultades en las condiciones del transporte generadas por las frecuentes incursiones israelíes y los constantes bloqueos de las carreteras de Cisjordania. A día de hoy solamente quedan dos fábricas de jabón en funcionamiento en la ciudad.
La empresa de helados Al-Arz es la mayor de las seis fábricas de helados del Estado de Palestina. La tradición heladera de Nablus deriva del establecimiento por parte de Mohammad Anabtawi de una fábrica de hielo en la ciudad en 1950. Produce 50 toneladas al día y exporta a Jordania e Irak. La mayoría de los ingredientes se importan desde Israel.
Antes del año 2000, el 13,4 % de los habitantes de Nablus trabajaban en Israel, pero esa cifra descendió hasta el 4,7 % en 2004. El sector industrial de la ciudad suponía el 15,7 % de su economía en 2004, un importante descenso desde el 21 % del año 2000. Desde dicho año, la mayoría de la mano de obra local se dedica a la agricultura y al comercio a pequeña escala. Tras el estallido de la Segunda Intifada, las tasas de desempleo crecieron del 14,2 % en 1997 hasta el 60 % en 2004. Según un informe de OCHA de 2008, uno de los motivos de esta alta tasa de desempleo es el anillo de puestos de control israelíes que rodean la ciudad, lo que ha llevado a la deslocalización de multitud de negocios.

## Educación

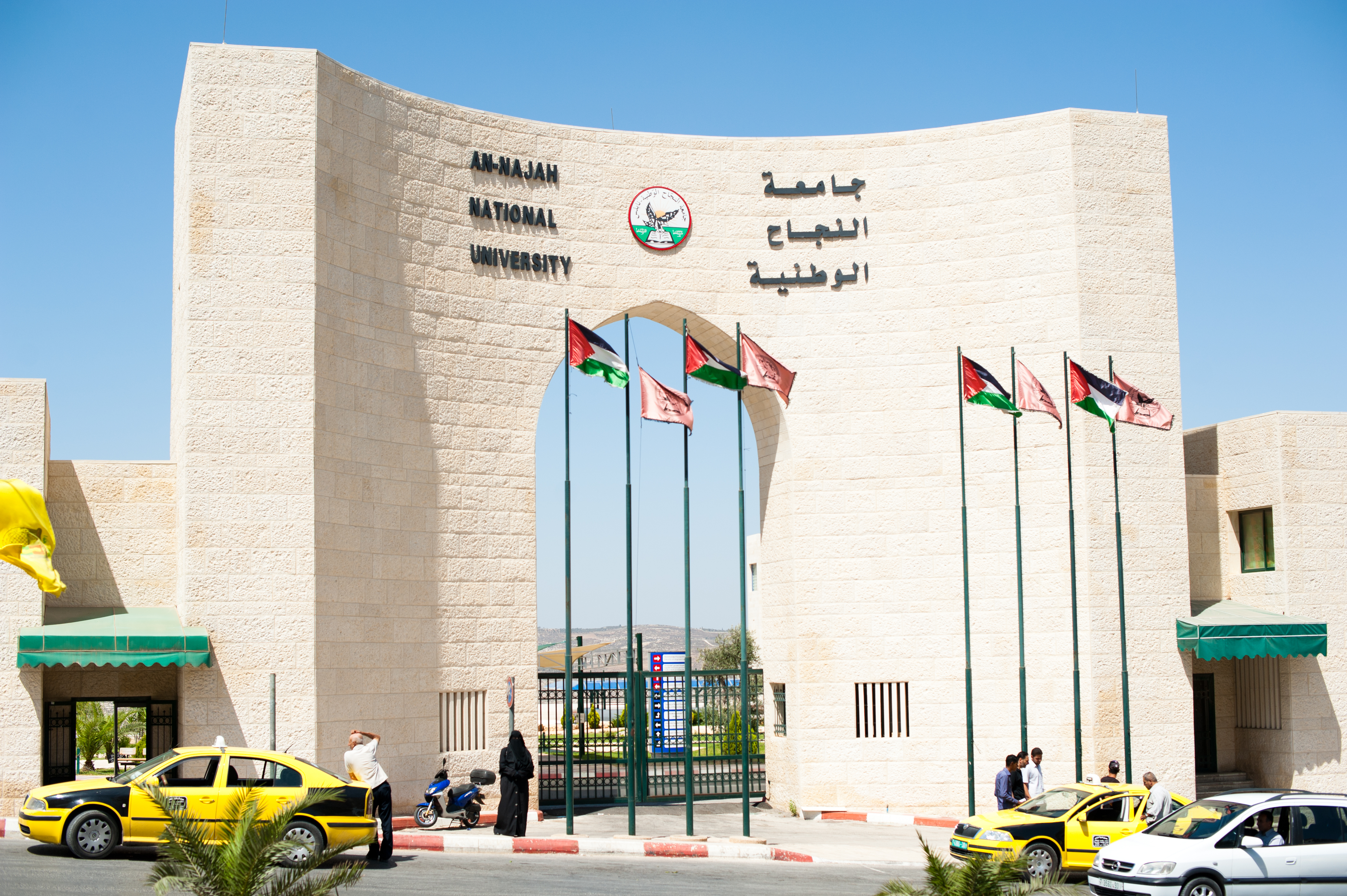
Entrada de la Universidad Nacional an-Najah

Según la Oficina Central de Estadísticas de Palestina (PCBS), en 1997 había 44 926 alumnos en centros educativos de Nablus (un 41,2 % de ellos en educación primaria, un 36,2 % en secundaria y un 22,6 % en universitaria). En torno al 19,8 % de los alumnos de universidad recibieron ese año títulos de licenciado o superiores. En 2006, había 234 escuelas y 93 925 alumnos en la Gobernación de Nablus; el Ministerio de Educación de la Autoridad Nacional Palestina gestionaba 196 de estas escuelas, mientras que 14 estaban a cargo de la Agencia de Naciones Unidas para los Refugiados de Palestina en Oriente Próximo (UNRWA) y otras 24 eran de titularidad privada.
Nablus también es la sede de la Universidad Nacional an-Najah, la mayor universidad palestina en Cisjordania. Fundada en 1918 por la Escuela Nablusi an-Najah, se convirtió en instituto en 1941 y en universidad en 1977. Las autoridades israelíes cerraron an-Najah durante la Primera Intifada, pero pudo reabrir en 1991. A fecha de 2011, la universidad tenía cuatro campus en Nablus con más de 20.000 alumnos y 800 profesores distribuidos en trece facultades.

## Sanidad
Hay seis hospitales en Nablus, de los que destacan cuatroː al-Ittihad, St. Lukes, al-Watani (el Hospital Nacional) y el Hospital Quirúrgico de Rafidia. Este último, ubicado en Rafidia (un suburbio en la zona oeste de Nablus), es el hospital más grande de la ciudad. El Hospital al-Watani se especializa en atención oncológica. El hospital anglicano St. Lukes y el Hospital Nacional se construyeron en 1900 y 1910 respectivamente. Además de los hospitales, Nablus cuenta con las clínicas al-Rahma y at-Tadamon, el centro médico al-Razi, el centro de rehabilitación Amal y 68 farmacias. Hay que añadir a todo lo anterior el Hospital Especializado de Nablus, construido en 2001, que se centra en operaciones a corazón abierto, angiografías y angioplastias.

## Arte y cultura

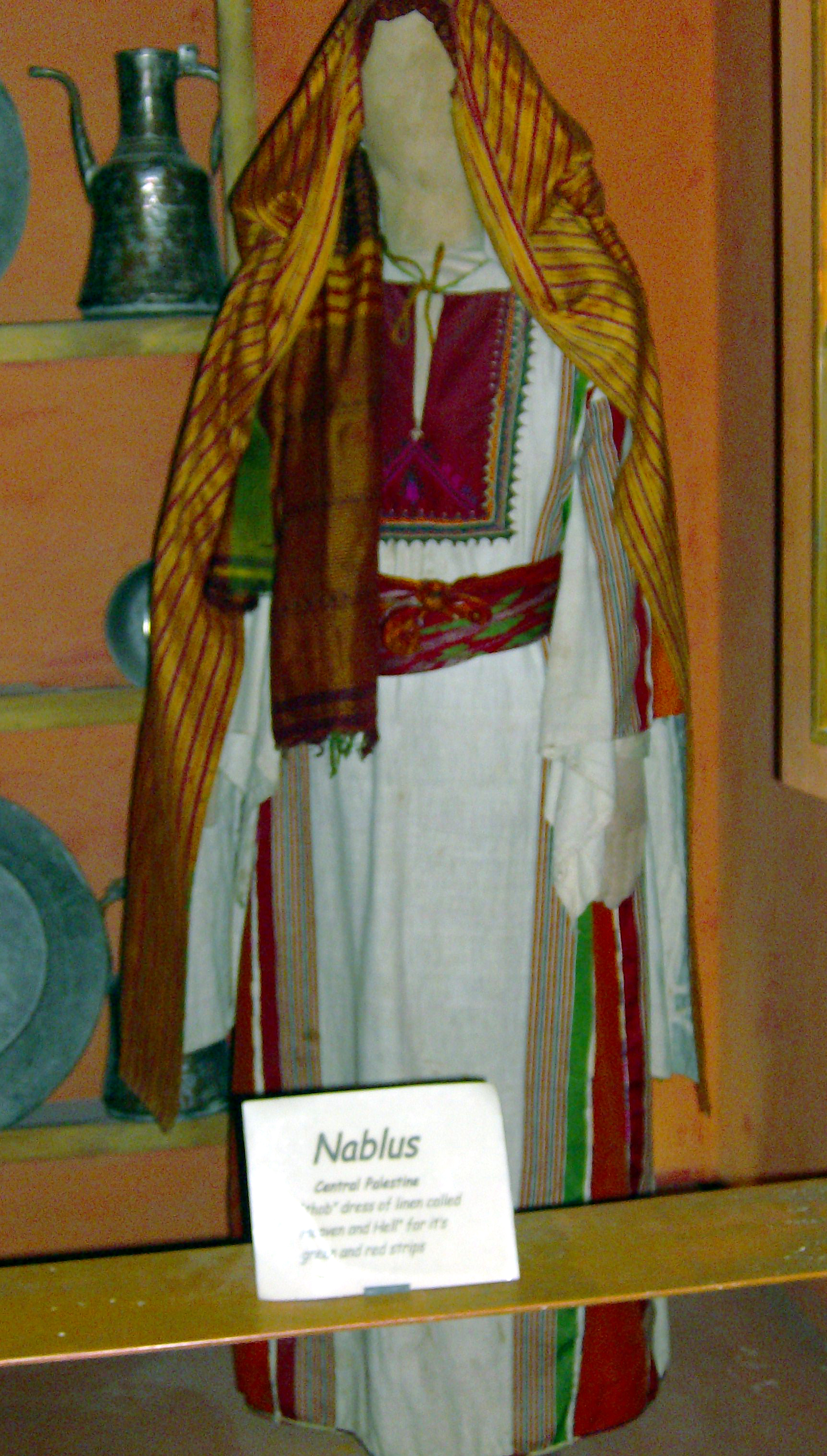
Traje tradicional de Nablus

La cultura de Nablus goza de un cierto renombre en toda Palestina y en el mundo árabe por sus importantes contribuciones a la cultura palestina, a su cocina y a su indumentaria tradicional. Nabulsi, que quiere decir "de Nablus", se utiliza para describir productos que van desde artesanía (como, por ejemplo, su jabón) hasta alimentos (como su queso), y que hayan sido fabricados en Nablus o siguiendo el estilo tradicional de Nablus. 

### Trajes tradicionales
El traje tradicional de Nablus tenía un estilo particular que usaba coloridas combinaciones de diversas telas. Debido a su posición como importante centro comercial con un floreciente souk (zoco), a finales del siglo XIX había una gran variedad de telas disponibles en la ciudad, desde sedas de Damasco o Alepo hasta algodón y calicós de Mánchester. Parecidos en su estructura a las vestimentas tradicionales de la Galilea, tanto la chaqueta turca corta como la larga se vestían por encima de la thob (túnica). Para su uso diario, las túnicas se solían hacer de algodón o de lino blanco, con especial preferencia por las mangas aladas. En verano, los trajes a menudo incorporaban bandas estretejidas de rojo, verde y amarillo en el frontal y en la espalda, con apliques comúnmente decorando la qabbeh ("trozo cuadrado del pecho").

### Cocina

Kanafeh en el zoco de Nablus

Nablus era una de las ciudades en las que vivían las elites de la sociedad palestina, lo que fomentó el desarrollo de una cultura de la "alta cocina", al igual que Damasco o Bagdad. La ciudad es la cuna de una serie de productos alimenticios famosos en todo el Levante, el mundo árabe y las antiguas provincias del imperio otomano.
El kanafeh es el dulce más famoso de Nablus. Originario del siglo XV, su receta ya se exportaba en 1575 a lo largo y ancho del imperio otomano, que controlaba Palestina por aquella época. El kanafeh está formado por multitud de finas tiras de hojaldre con queso endulzado con miel en el centro. La capa superior del hojaldre está normalmente tintada de naranja con colorantes alimenticios y salpicada de pistachos machacados. Aunque a día de hoy se hace en todo Oriente Medio, la fama del kanafeh de Nablus continua, en parte debido al uso del queso llamado jibneh Nabulsi. También se suele usar azúcar hervido como sirope para el kanafeh.
Otros dulces hechos en Nablus son el baklava, el "Tamriya", el mabrumeh y el ghuraybeh, una pasta sencilla hecha de mantequilla, harina y azúcar en forma de S o de dedos o pulseras.

### Centros culturales
Hay tres centros culturales en Nablus. El Centro Cultural Infantil (CCC), fundado en 1998 y construido en un edificio histórico rehabilitado, posee un taller de dibujo y pintura, un escenario para obras de teatro, una sala de música, una biblioteca infantil y un laboratorio multimedia. El Centro para la Felicidad Infantil (CHC) también fue fundado en 1998, y entre sus principales actividades destacan la promoción de la cultura palestina a través de eventos sociales, clases de dabke y excursiones. Además, tiene un equipo de fútbol y otro de ajedrez. El municipio de Nablus también estableció su propio centro cultural en 2003, llamado Centro Cultural del Municipio de Nablus (NMCC), destinado a establecer y desarrollar instalaciones educativas.

### Producción de jabón

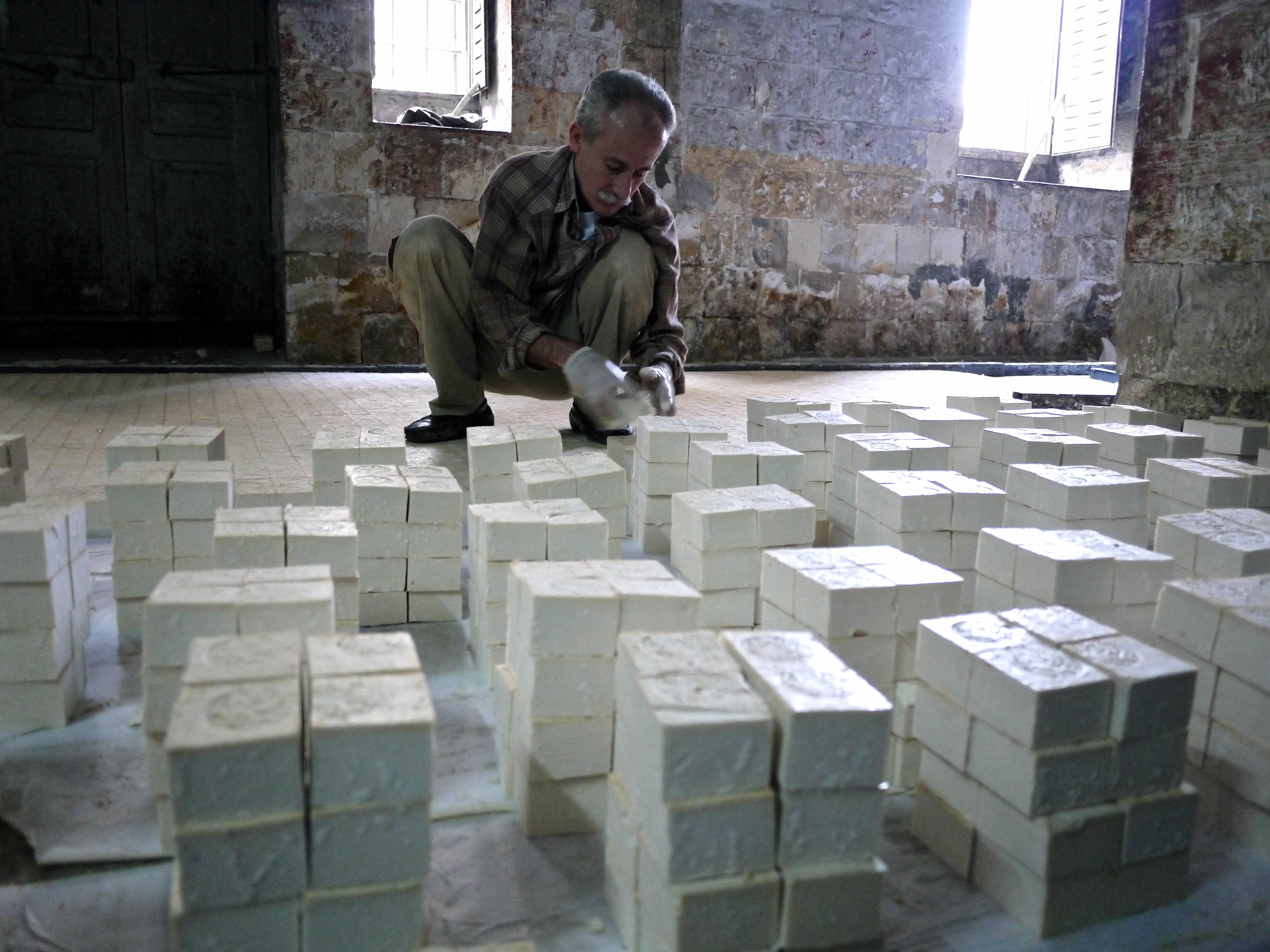
Fábrica de jabones de Nablus

El jabón de Nablus o sabon nabulsi es un tipo de jabón de Castilla producido exclusivamente en Nablus y hecho con tres ingredientes principalesː aceite de oliva virgen, agua y un compuesto de sodio. Desde el siglo X, el jabón de Nablus ha disfrutado de la reputación de ser un producto exquisito y se ha exportado por todo el mundo árabe y por Europa. Aunque el número de fábricas de jabón ha ido decreciendo desde su momento de mayor esplendor en el siglo XIX, cuando llegó a haber 30 fábricas en la ciudad (hoy solamente quedan dos), continúan los esfuerzos por preservar esta importante parte de la herencia cultural de Nablus y de Palestina.
Su forma tradicional es de un cubo de unos 4 cm de alto, 6 de ancho y 6 de largo, y su color es el de "la página de un libro viejo". Los jabones tienen en su parte superior el sello de la fábrica que los produce. El compuesto de sodio del jabón provenía de una planta denominada barilla. Antes de la década de 1860, durante los veranos se apilaba la barilla para después quemarla, se recogían las cenizas y las ascuas en sacos y se transportaban hacia Nablus desde la zona de la actual Jordania en grandes caravanas comerciales. En la ciudad, se golpeaban las cenizas y las ascuas hasta conseguir un fino polvo natural alcalino conocido como qilw. El qilw sigue usándose hoy en día combinado con cal.

## Deportes

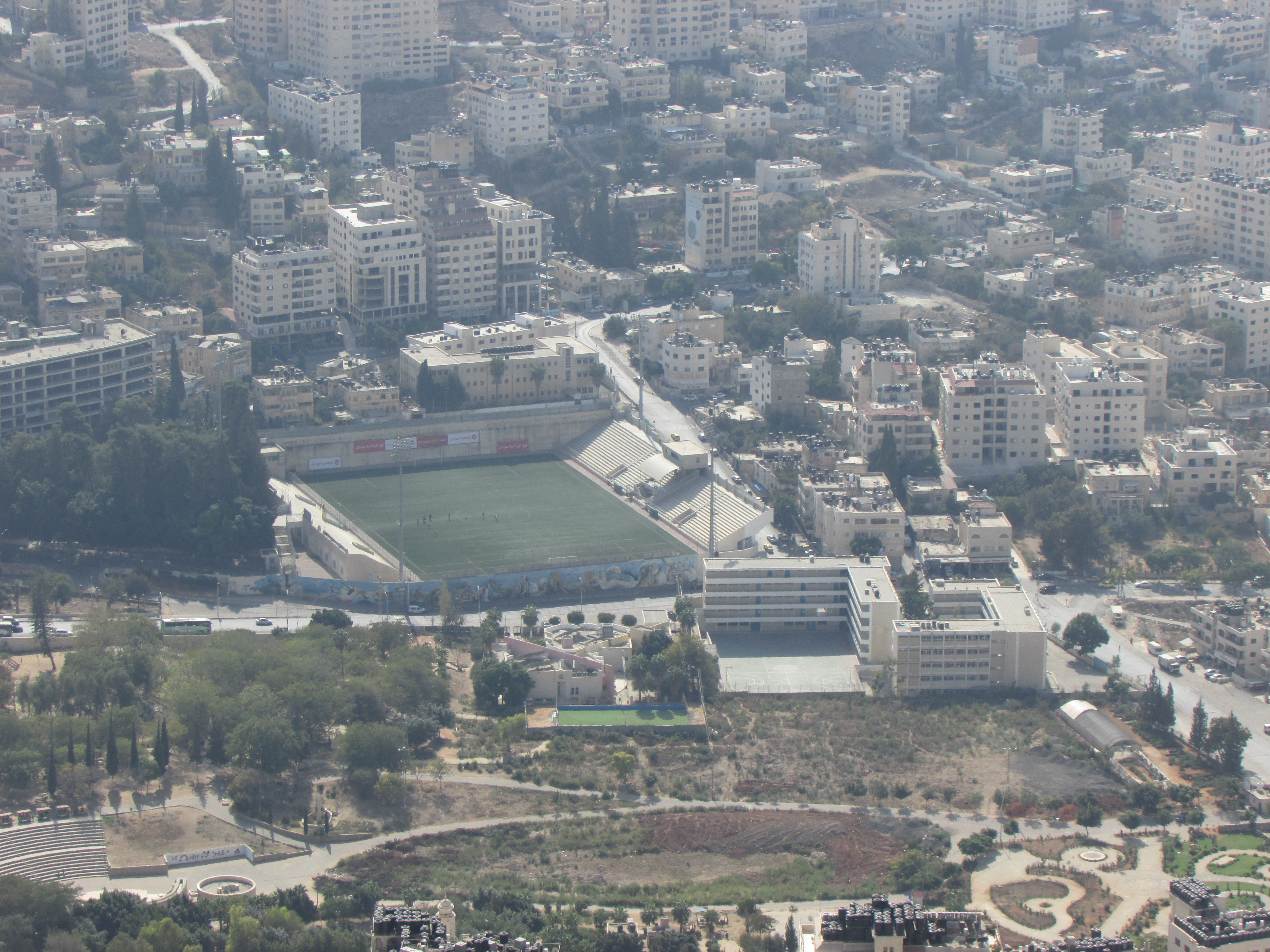
Estadio municipal de Nablus

El estadio de fútbol de Nablus tiene una capacidad de 30 000 espectadores y fue construido en 1950, siendo el primer estadio de fútbol de Palestina. En 2009 fue reformado y ampliado para cumplir con los parámetros FIFA en lo tocante a los estadios. En él juega el club de fútbol local, llamado al-Ittihad, que está en la tercera división palestina. El club participó en los Juegos Atléticos Escolares del Mediterráneo y Oriente Medio del año 2000. En la temporada 2009-2010 quedaron cuartos en dicha división.

## Alcaldía

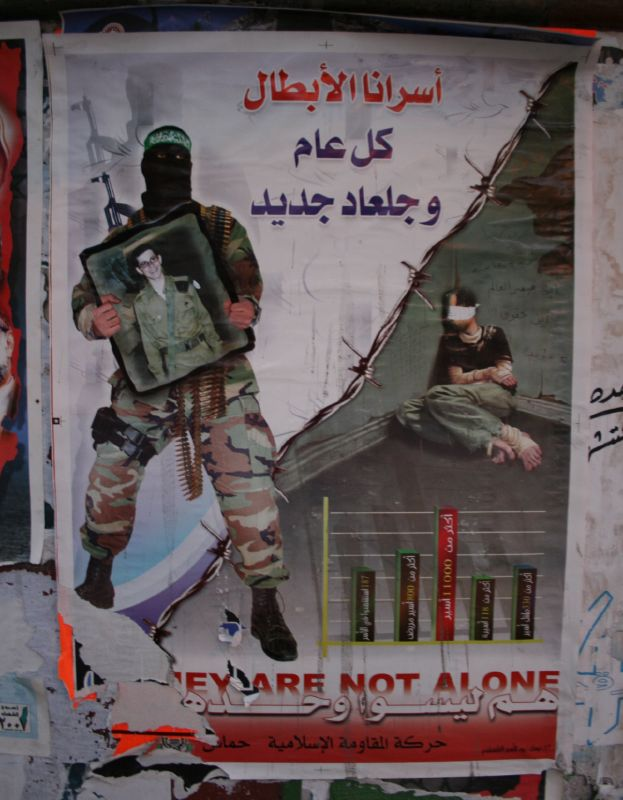
Póster de Hamás en Nablus

La ciudad de Nablus es la muhkaza (sede) de la Gobernación de Nablus, y está gobernada por un consejo municipal formado por quince miembros electos, incluido el alcalde. 
Los dos principales partidos políticos en el consejo municipal son Hamás y Fatah. En las elecciones municipales palestinas de 2005, la lista Reforma y Cambio propuesta por Hamás ganó el 73,4 % de los votos, obteniendo 13 de los 15 puestos del consejo municipal. Palestina Mañana, la propuesta de Fatah, ganó los dos puestos restantes con un 13 % de los votos. Otros partidos políticos que se habían presentado a las elecciones, como el Partido del Pueblo Palestino o el Frente Democrático para la Liberación de Palestina, fracasaron en su objetivo de conseguir puestos en el consejo, obteniendo cada uno de ellos unos 1000 votos.
El mandato de Adly Yaish, el alcalde electo, terminaba legalmente en diciembre de 2009. Sin embargo, las siguientes elecciones municipales, convocadas para el 17 de julio de 2010, se cancelaron por la falta de acuerdo en las filas de Fatah en torno a los candidatos a presentar y por la negativa de Hamás a participar en las elecciones mientras durase la separación política de la Franja de Gaza y Cisjordania. Nablus fue una de las más importantes ciudades en las que Fatah presentó dos candidaturas distintas debido a sus rivalidades internas: una encabezada por el antiguo alcalde Ghassan Shakaa y otra por Amin Makboul. 
Las elecciones municipales de octubre de 2012 fueron boicoteadas por Hamás en protesta por la parálisis de los esfuerzos de reconciliación entre ambos partidos. El antiguo alcalde de la ciudad y exlíder local de Fatah, Ghassan Shakaa, ganó las elecciones como independiente frente al candidato de Fatah, Amin Makboul, y un segundo candidato independiente.

### Alcaldes
Se suele considerar que el primer alcalde moderno de Nablus fue el jeque Mohammad Tuffaha, nombrado por el gobernador otomano de Siria/Palestina en 1869. El 2 de julio de 1980, Bassam Shakaa, el alcalde de Nablus por aquel entonces, perdió ambas piernas como resultado de un coche bomba colocado por terroristas israelíes del movimiento de colonos Gush Emunim.
Adly Yaish, que fue alcalde en representación de Hamás de 2005 a 2012, fue arrestado por el ejército israelí en mayo de 2007, durante la operación Lluvias de Verano, lanzada en represalia por la captura del soldado Gilad Shalit por parte de Hamás. Pasó quince meses en la cárcel sin que se hubiesen presentado cargos contra él. En la misma operación también fueron arrestados los concejales Abdel Jabbar Adel Musa “Dweikat”, Majida Fadda, Khulood el-Masri y Mahdi Hanbali, así como los alcaldes de Kalkilia y Beita.

## Servicios municipales
En 1997, el 99,7 % de los 18 003 hogares de Nablus tenían acceso a la red eléctrica. Antes de su establecimiento en 1957, la electricidad se obtenía de generadores privados. Hoy en día, la mayoría de los habitantes de unos 18 pueblos cercanos, además de los de la propia Nablus, están conectados a la red pública de electricidad. 
La mayoría de los hogares están conectados también a la red pública de alcantarillado (un 93 % ), mientras que el 7 % restante disponen simplemente de pozos ciegos. El sistema de alcantarillado, desarrollado a principios de la década de 1950, también conecta los campamentos de refugiados de Balata, Askar y Beit Ilma. El 99,3 % de la población tiene acceso a agua corriente a través de la red pública, mientras que el 0,7 % restante recibe agua de un sistema privado. La red de abastecimiento de agua fue construida en 1932 por las autoridades del Mandato Británico de Palestina y se alimenta de cuatro pozos cercanos: Deir Sharaf, Far’a, al-Badan y Audala.

### Bomberos
Nablus es una de las pocas ciudades de Cisjordania con un cuerpo propio de bomberos, que fue creado en 1958 con cinco miembros y un solo vehículo. En 2007, el cuerpo de bomberos de Nablus tenía 70 miembros y más de 20 vehículos. Hasta 1986, se encargaba de todo el norte de Cisjordania, pero a día de hoy solo se ocupa de las Gobernaciones de Nablus y Tubas. Entre 1997 y 2006, el cuerpo de bomberos de Nablus extinguió 15 346 incendios. 

## Transporte

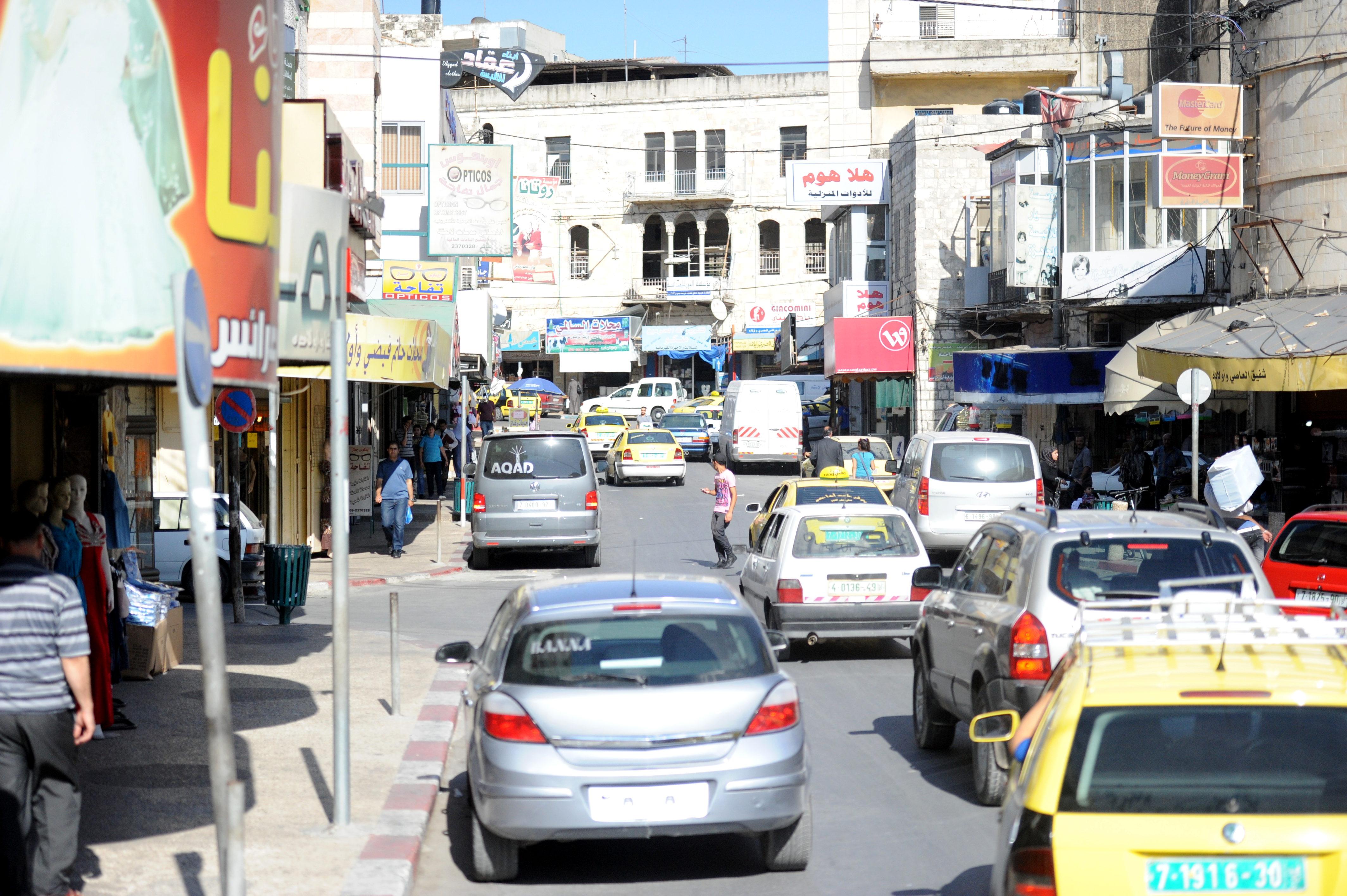
Tráfico en las calles de Nablus

A comienzos del siglo XX, Nablus era la estación más al sur de un ramal de la estación de Afula del ferrocarril del valle de Jezreel, que a su vez era un ramal del ferrocarril del Hiyaz. La extensión del ferrocarril hasta Nablus se realizó en los años 1911 y 1912. Durante el comienzo del Mandato Británico, un tren semanal llevaba de Haifa a Nablus pasando por Afula y Yenín. Las vías fueron destruidas durante la guerra árabe-israelí de 1948 y la ruta de la línea quedó atravesada por la Línea Verde. 
La carretera principal de Beerseba a Nazaret recorre el centro de Cisjordania y termina en Nablus, aunque dicha carretera se encuentra fuertemente restringida para los viajeros árabes. La ciudad estaba conectada con Tulkarem, Kalkilia y Yenín por carreteras que ahora se encuentran bloqueadas por el muro de separación israelí. De 2000 a 2011, Israel mantuvo puestos de control como el de Huwwara que aislaban por completo a la ciudad, reduciendo seriamente los viajes por motivos económicos y personales. Desde enero de 2002, todos los autobuses, taxis, camiones y vehículos particulares necesitaban un permiso especial expeditado por las autoridades militares israelíes para salir de o entrar a Nablus. Desde 2011 se ha experimentado una cierta relajación de estas restricciones al viaje y se han desmantelado algunos puestos de control. 
El aeropuerto más cercano es el Aeropuerto Internacional Ben Gurión de Lod, Israel, pero debido a las restricciones que afectan a los palestinos para entrar en Israel y a su escasa capacidad de acceder a embajadas extranjeras para conseguir visados, muchos residentes deben viajar a Amán, en Jordania, para usar el Aeropuerto Internacional de la Reina Alia, lo que requiere atravesar una serie de controles de seguridad y la frontera jordana. Los taxis son el principal medio de transporte dentro de Nablus y la ciudad tiene 28 oficinas y garajes de taxis.

## Ciudades y regiones hermanadas
- Lille, Francia
- Nazaret, Israel
- Dublín, Irlanda

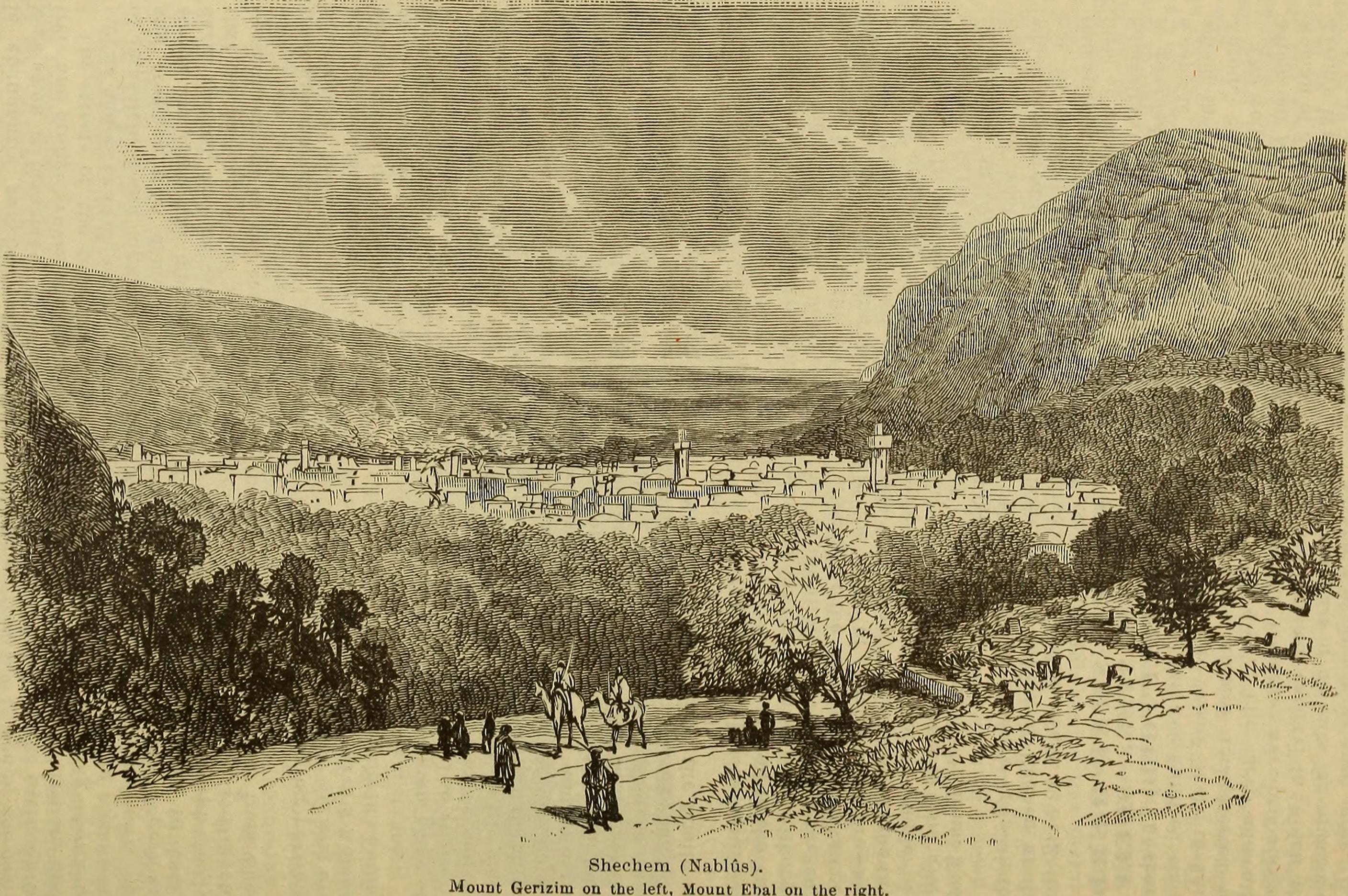
Shechem (Nablus), en A dictionary of the Bible (1887).

- Dundee (Escocia, Reino Unido)
- Como (Lombardía, Italia)
- Florencia (Toscana, Italia)
- Nápoles, (Campania, Italia)
- Stavanger, Noruega
- Jasaviurt, Rusia
- Rabat, Marruecos
- Torreón (Coahuila, México)

Tiene acuerdos de colaboración con la ciudad de Nápoles (Campania, Italia), con la que comparte nombre.